# 銀の匙 Silver Spoon
『銀の匙 Silver Spoon』（ぎんのさじ シルバースプーン）は、荒川弘による日本の漫画作品。
『週刊少年サンデー』（小学館、以下「サンデー」）にて、2011年19号から2019年52号まで連載。北海道の農業高等学校を舞台とした学園漫画。主人公たちが生活している学生寮の食堂入口に“銀の匙”が飾られており、8巻においてその縁起が語られる場面がある。
テレビアニメがフジテレビ「ノイタミナ」枠にて2013年7月から9月にかけて第1期が、2014年1月から3月にかけて第2期が放送された。また、2014年3月7日より実写映画が公開された。

## 制作背景

### 連載開始まで
『月刊少年ガンガン』（スクウェア・エニックス）にて『鋼の錬金術師』の連載終了後、本作にて出版社、掲載誌を変えたことについて、ラジオ番組『オールナイトニッポンGOLD app10.jp』に作者の荒川が出演した時の話によると、いろんな雑誌や出版社からのお誘いがあった中で、『鋼の錬金術師』が連載中のころから、荒川のファンで荒川の元に通っていた『銀の匙』の担当編集者である坪内崇が、農業漫画を提案し、その中でサンデーの読者層の話をした際に、中高生がかなりの確率で、将来のことを気にしているというアンケート結果を聞き、ピンと来て「いけます」という話になったとのこと。
当時、サンデーの編集長であった縄田正樹は、『コミックナタリー』のインタビューにて「話の内容で他誌よりも『サンデー』を選んでもらえたんだと思います」と発言しており、前作とは違ったジャンルの話を描ける場だからこそ『サンデー』での連載を始めたという。
荒川は『鋼の錬金術師』連載中の2009年に、小学館企画でゆうきまさみと対談を行っており、この中で「獣医漫画とか農家漫画はあるけど、農業高校漫画はないから、そのうちやろうかなとか思って」と語っている。このとき語られた自身の体験談と同様のエピソードが作中にも登場している。
また、『銀の匙 公式ガイドブック』では、「単純にネタがあって、すぐ描けるのがこういうジャンルだったから。まったりやりたいな〜ってのもあって、ゆるめのテーマに決めました。」とも語っている。

### 連載開始後
荒川にとって初の週刊連載作品だが、他社・他誌での連載との並行、また、連載中に第二子・第三子を出産したこともあって、他の連載作品と比べて休載頻度が徐々に高くなっていき、2014年からは家族の療養のサポートも加わり、不定期連載の状態となった。その後、荒川の夫と子供も難病となり、休載が続いていたが、約1年5カ月ぶりに2019年49号にて連載を再開。その後、2019年52号にて連載を終了させた。
原作者は北海道にある酪農家の生まれで農業高校卒業生。作中には荒川の実際に経験したことが多く反映されている。作品の舞台となる大蝦夷農業高等学校は、帯広農業高等学校をモデルにしている。また荒川は自身の農業での実体験を題材としたエッセイ漫画『百姓貴族』（『月刊ウィングス』）を本作と並行して連載しており、本作と共通する話題が描かれることもある。

## 評価
作品の累計発行部数は2012年4月の時点で、1 - 3巻合わせて250万部を突破した。また、2013年7月発行の第8巻にて累計1000万部を、2020年2月時点で累計1700万部を突破している。
2012年7月11日時点で、7月18日発売の第4巻の初版が100万部発行となることが明らかになった。これは発行元の小学館においては最速である。これに伴い、北海道の農業高校において、本作中の設定に基づいた起床の朝4時から消灯の22時まで動き続ける農業高校の一日をカメラに捉え、エゾノーでの生活を再現したCM19本を作成。発売日当日には、「4時篇」から「22時篇」までバージョン違いの全19本を、朝4時から1時間に1本ずつフジテレビ系全国28局のどこかの局で全国リレー放送した。また公式HP上でも同様にCM映像を1時間ごとに更新、さらにHP限定として「23時篇」を特別に配信。なお、本作品の舞台であり、CM撮影に協力した北海道に敬意を表して北海道文化放送のみ全作品を1時間ごとに放送した。

### 受賞歴
- 「マンガ大賞2012」大賞[27]
- 第3回「ブクログ大賞」マンガ部門大賞[28]
- 第58回「小学館漫画賞」少年向け部門受賞[29]
- 農林水産省主催「コンテンツ・アワード・オブ・ジャパン・フード・カルチャー2013」大賞[30]

## ストーリー
※本記事において、八軒 勇吾は劇中「八軒くん」または「ハチ」と呼ばれているが、兄の八軒 慎吾や父の八軒 数正が登場する関係上「勇吾」で統一する。また、稲田兄妹も同様のため「タマコ」、「真一郎」で統一する。

### 一年目（一学期）
札幌の私立中学に通っていた八軒 勇吾は受験に失敗。学力競争と高圧的な父の数正から逃れるため中学の恩師白石の薦めで寮制の大蝦夷農業高等学校（通称、エゾノー）に進学する。寮の相部屋はクールなオタクの西川 一と食いしん坊の別府 太郎。実習中に子牛を追いかけ広い校内で迷子になった勇吾は馬で探しに来たクラスメイトの御影 アキに一目惚れしてしまう。
勇吾のクラスには、野球部投手で甲子園を目指す駒場 一郎、養鶏場の跡取り息子で劣等生の常盤 恵次、獣医師を目指すが血が苦手な相川 進之介、何事にもシビアでしっかり者の稲田 多摩子（タマコ）、チーズ好きでしたたかな性格の吉野 まゆみといった個性的な顔ぶれが揃っていた。農家の跡取り娘で馬好きが高じて馬術部に所属するアキも含め、それぞれ夢や将来の目的を抱いて入学していた。夢もビジョンもなく父から逃げるため入学した勇吾は彼らに引け目を感じてしまう。
授業のほとんどが実習で体力勝負。教師も面倒見がよく大らかな勇吾たちの担任桜木や、鶏舎を管理し労働の報酬に炊きたてご飯を用意する白樺、女軍曹だがノリが良く太っ腹な富士、そしてコロポックルのような校長と個性的。寮での生活はさながら収容所といった窮屈なもので勇吾は不慣れな環境に戸惑いながらも徐々に適応していく。ニワトリや豚、牛の世話をする農業高校で勇吾は普段自分が口にしているそうした家畜たちが置かれた厳しい現実をつきつけられる。産卵率の低いニワトリは精肉として処分され、手塩にかけて育てた豚たちはいずれ食肉となる。雄牛も産まれて間もなく去勢され、食肉となるべく肥育される。勇吾は「割り切れない思い」を抱えて葛藤し続けるため、周囲の反対に遭いながら子豚に「豚丼」と名付けて可愛がるのだった。
校則で部活に入らなければならないが文化部が一切ないエゾノー。勇吾はアキに誘われ馬術部に入部する。仏のような顔立ちとは裏腹に煩悩まみれの顧問中島や、手先が器用だがお調子者の部長大川 進英、辛口な副部長豊西 美香、二年生で彼女のプリクラをステッキに貼る依田 勉とここも個性派揃い。だが、ただでさえ当番のために5時起床というのに馬術部は4時起床とさらに過酷だった。一年生部員はほとんどがボロ（馬糞）や馬房の掃除といった雑用仕事ばかりだったが、初めて馬に跨がった勇吾は馬上から見る景色に魅了される。校内清掃の際に勇吾はガラクタの山からピザ石窯を発見する。田舎暮らしで冷凍ピザしか食べたことのない仲間たちのため勇吾は石窯を修復し、校内で穫れた食材を使った手作りピザを振る舞う。たまたま様子を見に来ていた白石にもピザを食べてもらう。催しは大盛況となり、勇吾は一躍校内の有名人となる。
夏休みを迎え、実家に戻りたくない勇吾はアキに誘われて彼女の実家である「御影牧場」で住み込みのアルバイトをすることになる。母親へのメールのため、電波の届く場所を探して歩き回った結果迷子になった勇吾は駒場の実家である「駒場農場」に迷い込む。父親を過労死で亡くした駒場は幼い双子の妹たちと共に母親を手伝いながら、作業の合間に野球の練習も行っていた。駒場の意外な一面を知った勇吾だったが結果的に仕事をサボってしまい、その罰としてアキの祖父から鹿の解体作業を命じられる。躊躇する勇吾だったが、感謝の念を込めて鹿を解体し、鹿肉の旨さを知る。
仕事にも慣れたある日、休みを貰った勇吾はアキ、アキの母と共にタマコの実家を訪ねる。タマコの実家は御影牧場とは桁違いの施設を持つギガファームという共同経営の大規模農場だった。回転式の搾乳機など珍しいものを見学する途中、勇吾はアキから将来の進路について悩んでいることを打ち明けられる。そんな中、兄の慎吾が訪ねてくる。東大にストレートで入学し、とことんマイペースな兄に劣等感を感じて苦手にする勇吾に、慎吾はラーメン屋に弟子入りするため大学をやめてしまったと話し唖然とさせる。その後、慎吾は生活費を稼ぐため勇吾の前に度々現れるようになる。アルバイトの最終日にうっかりミスから商品である牛乳を捨ててしまった勇吾はバイト代を受け取れないと断るのだが、アキの曾祖母に説得される。

### 一年目（二学期）
二学期に入り、すっかり立派な豚に成長した「豚丼」と再会した勇吾は夏休みのバイト代で「肉になった『豚丼』」の購入を富士に申し入れる。結局、「豚丼」は豚丼として勇吾たちの胃袋に入った。残った肉を勇吾はタマコの兄真一郎に手伝ってもらいベーコンに加工する。世話になった御影牧場、駒場牧場、そして悩んだ末に実家へと送る。母からの電話で「お父さんも美味しいと言っていた」と言われ、エゾノーに来たことを肯定的に考える。だが、その話は勇吾を労うための嘘だった。三年生が引退し、馬術部長は大川から依田に受け継がれ、勇吾は副部長に任じられる。春の選抜出場を掛けた野球部の秋季大会が間近に迫る中、勇吾はアキと駒場が話し込んでいるところに出くわす。アキが泣いているのを目にして「どうした？」と尋ねるのだが、2人から「関係ない」「なんでもない」と突き放される。2人がただの幼馴染みなのか気になる勇吾だったが、2人はその後変わった素振りを見せない。ふたたびの校内清掃で勇吾は捨て犬を拾ってしまう。校内で飼う許可を得た勇吾はエサ代をどうするか悩むが、常磐の発案で首から募金箱をぶら下げて自力で稼がせるということで落ち着き、名前もなし崩しに「副ぶちょー」に決まってしまう。
馬術部では一年生が本格的に乗馬を行うようになるが、勇吾はなかなか思うように乗れない。苛立ちの勇吾はできるまで猛練習するしかないと考えるが、アキから「馬のことも考えろ」と叱られる。そんな中、アキに誘われた勇吾はアキの父の運転で乗馬クラブに行く。そこで勇吾は馬術は「馬のおかげ」という意識がないといけないのだと気づく。その後、相棒のマロンと初めて障害を跳ぶ。勇吾は落馬するも感激するのだった。エゾノー祭に向け、馬術部は引退した大川ら三年生たちに障害馬術を頼む一方、ばんえい競馬のような輓馬レースをやってみたいと先生に頼み込む。空いた農地に輓馬コースを作成することになり、仲間たちの協力もあって立派なコースが完成する。馬術部が新人戦に臨むことになり、勇吾たちは緊張を隠せない。そんな中、アキを一方的にライバル視する南九條 あやめが登場する。勇吾は緊張でガチガチになるが大川先輩の活躍により放心状態になった結果、ゴール寸前で落馬しかけるアクシデントにも耐え、落馬で眼鏡を壊すも4位と大健闘する。
新人戦に加え、エゾノー祭の準備に多忙を極める勇吾。「痛ソリ」作りに協力した西川、掃除当番を代わった別府への借りも返さなければならず、その上ピザ石窯担当にまで任命されてしまう。あまりの忙しさに祭りの喜びを実感できない勇吾だったが、祭りのあとアキとデートすることになりすっかり舞い上がる。持ち前の几帳面さを発揮して仕事をこなす勇吾だったが、肝心のエゾノー祭当日に過労で入院してしまう。病室に現れたのは苦手とする数正だった。数正は勇吾にこれまでの成長や努力、働きぶりを否定する冷酷な発言を浴びせ、見舞いに来た桜木にも学業に専念させていれば勇吾は過労で入院しなかったはずだと罵声し、さらにベーコンのことも「あれについては一言も発していない」と勇吾の必死の反論も容赦無く一蹴して去っていく。一言も反論できず勇吾はふて腐れて落ち込む。壊れた眼鏡の購入を口実にエゾノー祭に参加しなかった勇吾はバツの悪い思いを抱えたまま学校に戻るが、アキから感想ノートを見せられて労を労われ泣いてしまう。飛び入りでエゾノー祭に参加したあやめからイヤミを言われるが、無骨な駒場からも心配された勇吾は仲間たちの存在をありがたいと思い、父と対決する意志を抱く。アキとのデートは馬術部の面々と鉢合わせた結果、期待どおりとはいかなかった。
秋季大会を順調に勝ち進む野球部で駒場はクローザーとして活躍する。学校上げての応援となり決勝まで駒を進める野球部だったが、最終回に味方のエラーによる失点で敗退。駒場は負け投手となってしまい、その翌日から学校に姿を見せなくなる。中島の指導でチーズ作りに取り組む勇吾は駒場にも食わせてやりたいと考えるのだが、編入希望で訪ねてきたあやめから駒場牧場が借金が返せず離農することになり、駒場が退学することになったと聞かされる。実家が借金の保証人になっているアキだけがその事実を前もって知らされていたが、お人良しで面倒見の良い勇吾を巻き込むまいと黙っていたのだ。自分の身にも降りかかった現実に落ち込みながらも突き放すアキに勇吾は「放り出せるか馬鹿野郎」と介入を宣言する。その際、アキから告白されそうになるが、依田の邪魔が入ってしまう。他のクラスメイトたちも他人事ではなく、どこの農家も苦しい経営や借金に悩んでいた。駒場牧場の離農に立ち会うアキに勇吾も同行を申し出る。落ち込んだ様子も見せず、気丈に振る舞う駒場だったが勇吾は自分の経験から目の前に目標を置いて気持ちをつなぎ止めているだけだと見抜き心配する。アキが「馬に関わる仕事に就くため牧場を継げない」と打ち明ける家族会議に勇吾も参加し、「責任をとって自分が勉強を教えて大学に必ず合格させる」と宣言する。以前から娘の意志を知っていたアキの父は了承するものの、「勉強にかこつけて手を出したらぶっ殺す。あと大学落ちても覚悟しとけよ」と2人の交際には釘を刺されてしまう。進学の費用はアキの祖父が育てていた馬を手放すことで解決することになった。
常磐ほどではないものの成績不振のアキに国立の大蝦夷畜産大学進学はかなり高いハードルだった。アキと2人きりで仲良く勉強する勇吾に嫉妬丸出しの仲間たちからきつい制裁が加えられる。なんとか打開策を見つけたいと思う勇吾に、仲間たちは「慎吾に相談したら良いのでは？」と答える。渋々電話した勇吾は慎吾から「受験のときの虎の巻が実家においてあるから勝手に持って行け」と言われ、勇吾は嫌々ながら実家に戻ることになる。街で昔の同級生と再会した勇吾は、すっかり明るくなったと言われるが、実家に戻ると休みで自宅に居た数正に鉢合わせてしまう。食事中に「勉強を脱落した人間が他人に教えるのか」と数正に詰られた勇吾は激怒し「一度失敗した人間はチャンスを与えられないのか、俺は経済動物以下か」と反抗し出て行く。2人の言い争いを見守っていた母の美沙子は勇吾の様子を訪ねてみる気になる。農業高校の過酷な現場に驚きを隠せない美沙子だったが、西川や別府たちに歓待され、校長とも話したことで安心する。見送りに際して、「どんなことでも受け止めるからもう二度と嘘はつかないでくれ」と言う勇吾に美沙子は「わかった」と告げるのだった。だが、その言葉を真に受けた美沙子は慎吾にアキとの関係を吹聴してしまう。
本格的な冬を迎え、雪かきに精を出す勇吾たち。そんな彼らの間で以前勇吾が「豚丼」を買ったように豚肉を買いたいという話が持ち上がり、常磐の発案で「ちょっとずつみんなで出資すればいいんじゃない？」という話に。こうして「豚肉ファンド」という企画が立ち上がり、またしても勇吾が責任者にされる。すると思いの外募集が殺到し、金額も大きくなったため勇吾は金勘定をタマコに依頼する。相談した富士から折角なので飼育、解体、加工、販売、消費のすべてに立ち会ってみないかと言われた勇吾たちは隣にある大蝦夷畜産大学で自分たちが育てた豚たちが屠殺され解体される現場を生で目にする。その話で盛り上がる中、アキは一人進学への決意を強くする。そんな中、慎吾から旅先で行き倒れていたところを助けてくれたロシア人女性と結婚したことを電話で報告される。新婚夫婦が報告のため実家を訪れる状況で帰る気になれない勇吾は寮で孤独な年越しを決意するはずが、教員たちの「秘密の年越しパーティ」に参加することになる。年が明けると就職が決まらず実家に居づらい大川と、搾乳のバイトに来ていた駒場も学校に顔を出して一緒に餅つきを楽しみ、その後初詣に行く。そこであやめとアキに出会った勇吾は目の前に居るアキからラブメールを返信されて舞い上がるが、大川に携帯ごと破壊され怒る。

### 一年目（三学期）
三学期に入ると豚肉ファンドの加工作業が始動。推薦で大学進学が決まりヒマを持て余す真一郎たちが手伝ってくれることになる。豚肉をソーセージとベーコンに加工する作業の一方、完成したチーズも試食会で食べようという中島と校長の発案でラクレットオーブンを大川に作らせることになる。試作品を仕上げて意気揚々と持ち込んだ大川だったが「リア充焼殺モード」などと出力を上げすぎた結果寮のブレーカーが落ち、西川の恨みを買うことになる。完成したソーセージ、ベーコンの試食会では真一郎たちが石窯でパンを作ってホットドッグにするなどして大盛況となる。続くソーセージの販売会では経験のない勇吾が戸惑う中、ラベル作りに協力した西川や常磐のアイデアで完売する。勇吾が売上金を次の豚に投資すると宣言するとホエー豚の育成から品質改良まで取り組もうという研究発表プロジェクトに発展することに話が膨らむ。そんな話で盛り上がる最中、慎吾がロシア人の嫁ことアレクサンドラを連れてやってくる。乗馬が得意なアレクサンドラと遠乗りに出かけた勇吾たちは慎吾がインターネット家庭教師で生計を立てていることを知る。ただ、2人が置き土産として残したボルシチが物議を醸すことになり、西川の策略にかかった大川が食べて気絶する。一方、バイトの合間、自宅でゴロゴロして過ごす駒場を心配した双子の妹たちがアキと謀って雪祭りの会場に誘い出す。野球部の仲間やクラスメイトと再会した駒場は励まされ、野球の練習を再開する。
退寮とバレンタインデーが迫るが、とことんニブいアキはそのことに気づかない。一方、勇吾は就職にあぶれた大川とともに起業することを考え始め、寮を出て下宿することも含めて実家に相談する。アキから義理チョコを渡されてそれなりに納得していた勇吾だったが、本命チョコを用意しながら渡せないアキを吉野たち女子が焚きつけ、寮の上の階から投げ落とすという荒っぽい方法での受け渡しに成功する。下宿探しに難航する勇吾だったが、ばんえい競馬で働くアキの叔父が競馬場近くの下宿を用意してくれる。一方、勇吾は学資金としての貯蓄を起業のため出資させるため数正と交渉するがなかなか納得してもらえず、タマコに協力を仰ぐ。そんな中、下宿の契約とエゾノー視察目的で数正と美沙子が札幌からやって来る。その際、数正から起業が本気なのかと聞かれ、勇吾は「あと2年で納得させる答えを出す」と宣言し、アキも劣等生だった自分が大学推薦が貰える成績までアップしたことを伝え、「もっと信じてあげてください」と頭を下げる。数正は勇吾に「今度過労で入院したら許さない」と言い残し、帰りの車中で美沙子に「本気には本気で答えを返す」と語るのだった。退寮し、下宿生活を始める勇吾は西川から餞別としてお古のノートパソコンを貰う。その後、訪ねてきた大川が差し入れに持ってきたジンギスカンを古いガスコンロで行い、途中で火が消えたため大川がライターで再度点火したところ、ガスに引火してしまい爆発させるという最悪のスタートとなった。

### 二年目
勇吾が2年生になって新入生が入学し、エゾノー祭を見て進学と入部を決めた後輩女子も入部する。成績優秀な勇吾に桜木がフランスへの海外短期留学をもちかけるが、勇吾はかわりに吉野を推薦する。チーズを学ぶため意気揚々とフランスに乗り込んだ吉野だったが、留学先では観賞魚の世話をさせられる不運に。それでも逞しい吉野はチーズの味を舌で覚えて帰国するのだった。一方、アキが畜産大進学を目指していることを知ったあやめも大学への進学を決意するが体育以外がオール1という成績の上、アキ以上に狭き門という厳しい状況であった。勇吾はど田舎で塾はおろか家庭教師のアテもないあやめに慎吾を紹介する。
バイト先で現物支給された黒豚を食べるために飼い始めた大川だったが、大きくなった豚を持て余していた。アキの発案で繁殖用として育てることを決めた大川は富士に相談する。なにかと頼りになる富士だったが本年度をもって教師を退職し、猟師に転職すると語る。豚は馬を処分して放牧地が空いてしまった御影牧場に預けることに決まり、アキの祖父から馬小屋を解体して好きなように使って良いと言われた勇吾たちは豚小屋作りにとりかかる。率先して小屋作りに励む大川の姿を見た勇吾は彼を社長にすると決める。そんな中、勇吾は次期部長の人選について依田に相談される。依田は勇吾ではなくアキを部長にするつもりだった。アキは躊躇するが馬術部長の肩書きは推薦に有利だという桜木の勧めもあって渋々了承する。
社長に任命された大川はやる気満々で仕事も早かったが、2人の会社は事業を立ち上げないうちから胡散臭いペーパーカンパニー呼ばわりされて全校生徒の噂になってしまう。勇吾と数正の交渉がなかなか進まないことに苛立つ大川は自身の貯金を出し、事業で収益を上げてその業績と商品で出資させる方針に切り替える。養豚に必要な手続きを瞬く間に片付けた大川から金を作るよう促された勇吾は再び御影牧場でバイトを始める。その傍ら、真一郎がバイト先にしている養豚場に視察に向かう。完全放牧で手間がかからず広い土地が必要だが、豚がストレスを感じない環境に勇吾と大川は惹かれる。そこで最初に出荷する豚の使い道を大川から相談された勇吾はピザを作って売るという方向性に定め、ばんえい競馬場に石窯を設置して販売するための交渉を始める。2人の会社は着実な前進をはじめるのだった。

### 三年目
勇吾が3年生になって初夏を迎え、馬術大会に参加することになった馬術部は会場に乗り込む。そこで1回戦の対戦相手、日高農業高校馬術部員の沙流川(さるかわ)に嫌がらせを受ける。それに怒った木野と円山が数正の写真を見せたこと、同じ中学だった西川から彼の黒歴史を聞き、勇吾が話したことで、沙流川を返り討ちに遭わせる。そうして勇吾たちは決勝進出を果たす。そこで勇吾は、眼鏡好きの馬、アグネス号に乗ることになる。対戦相手も伊達眼鏡をかけたため、勇吾は自信をなくすが、以前大川からもらったアドバイス、御影への信頼を胸に、スタートを切る。しかし雑念が行く手を阻み、大量に減点してしまう。ギリギリの得点で、全国大会の出場権を争うエゾノーのアンカー、御影は、減点0、ギリギリのタイムで勝利して、エゾノーは全国大会の出場権をつかむ。その後の休憩時間に勇吾は御影に告白しそうになるが、中島の誘いでやって来た数正たちの邪魔が入る。
エゾノーに帰って来た勇吾たち。全国大会が行われる御殿場で金華豚を育てていることを知った勇吾と大川は、肉を購入して、ピザに入れることを決意し、校長に釜を増やしてもらい、試食会を行う。販売するピザを投票して決めてもらうこととし、退職した富士や、他の高校の生徒も巻き込み、大々的に行う。
御殿場に全国大会に向かったエゾノー馬術部。その1回戦で勇吾は、雑念が祟って1番障害の次に8番障害を跳ぶという大きなミスを犯し、255点という「創立以来最高最低点」を出してしまう。落ち込む勇吾に、金華豚が寒さに弱いこと、北海道、十勝では飼えそうにないことが追い討ちをかける。そうして勇吾たちはエゾノーに帰って、いつも通りの生活に戻るのであった。そんな中、ピザの販売日が決まる。それは、御影と相川の推薦入試と同日だった。
勇吾たち3年生が馬術部を引退する日が来た。4時起きから解放され、だらけ始めたそのころに、期末考査がやって来る。相川も御影も推薦が決まり、御影家に出荷候補選びに大川と向かう勇吾のもとへ、駒場から電話がかかって来る。勉強を教えてもらうためパソコンによる通信教育をしている兄・慎吾を紹介して欲しいとのことだった。勇吾たちの最後の文化祭も無事に終え、勇吾たちはピザ販売、御影たちは入試の日を迎えた。ピザ販売は同級生のほか、教師、OB、札幌時代の同級生等も足を運んでくれたおかげで、無事完売となるが、タマコが会計処理をした結果コスト予算オーバーによる数千円の赤字となってしまった。また大川が売上金をばんえい競馬につぎ込む暴挙に出てしまった（結果は数千円の払い戻し）ことで皆から大ヒンシュクを買う。また西川は肉食系女子・池田に告白するも振られ、吉野は就職面接先がブラック企業であったこと、御影たちは試験がうまくいかなかったことで、負のオーラが漂う反省会となった。
御影たちの試験合格発表当日、いろいろあった勇吾はストレス性の胃炎で学校を欠席し、自宅で御影の連絡を待っていた。真っ先に電話がかかってきたのは兄・慎吾からの第一子誕生の報告だったため、胃痛が憎悪するも祝福の言葉、奥さんへの労いの言葉をかけ早めに電話を切る。数秒後、御影から入試合格の電話がかかってきたことで大いに喜ぶ2人。それを機に決心した勇吾は、そのまま御影に告白を伝えるも、すでに父親に代わっていた（取り上げられた）ため「オレは認めん！」と切られる。御影はかけ直すもタイミング悪く再び、兄・慎吾からの電話のため話し中など、バタバタ劇を繰り返すも、相川の一般入試で受けなおす発言で一旦おさまる。
勇吾は御影と乗馬をしながら初めて会った場所に訪れる。改めてお互いの気持ちを確かめ合い、相思相愛となった。クラスメイトから祝福の嵐（鉄拳）をもらう。クリスマスはバイト漬けで終わった勇吾は大川から「食品衛生管理者」の資格取得のため御影が合格した大蝦夷畜産大学への入学を勧められ、偶然にも兄・慎吾から解答速報のための問題文、ヒアリング内容入手のアルバイトとしてセンター試験に願書を提出していたことから受験が決定する。乗馬部では、勇吾と御影カップルに触発された円山が栄に告白したことで交際が始まった。

## 登場人物
登場人物の姓は北海道の地名から引用されている。また、単行本の空白ページには酪農科学科1年D組生徒を筆頭に登場人物のラフイラスト、名前、出身中学、所属部が描かれており、作中ではほとんど触れられていない人物設定を窺い知ることができる。

### 酪農科学科1年D組 → 2年 → 3年
八軒 勇吾（はちけん ゆうご）
声 - 木村良平 / 演 - 中島健人（Sexy Zone）
本作の主人公。新札幌中出身。実家は札幌市西区にある。クラスの実習班はA班。
眼鏡をかけたごく平凡な少年。学生服の下にパーカーを着用するのが基本スタイル。一部の友人からは「ハチ」と呼ばれる。農業とは縁のないサラリーマン家庭。推薦入学での進学者が多いエゾノーでは珍しい、一般入学試験を受けて入学した生徒の一人。
通っていた新札幌中は中高一貫の進学校だったが、激しい学力競争に敗れ、ノイローゼ気味になるほど自信を喪失し、成績の良い兄・慎吾に強いコンプレックスを持ち、成績でしか評価されていないと思い込んでいたため、家族と距離を置くようになった（本人曰く常識が通じない父と気持ちが通じない母と話が通じない兄）。さらに捨て鉢になって、内部進学をせずに外部の学校に進学希望である旨を担任・白石に告げた際、大らかな校風のエゾノーを薦められて受験した。周囲には「家に帰らなくて済むから（全寮制のエゾノーに入学した）」との理由を口にしている。特に農業関係の職に就きたいといった夢があるわけではなく、明確な夢を持つ周囲の生徒たちに引け目を感じている。しかし、農家ではない家庭で育ったために農家での常識に疑問を持ち、それが同級生とのディスカッションや教師による特別授業のきっかけとなるなど、エゾノー1年生のキーパーソンとなっていった。
数学などの一般科目における学力は他のエゾノー生徒たちより遥かに優秀であり、クラスメイトから「勉強を教えてほしい」と頼られるほどだが、農業の専門知識、関連する学科では他の生徒たちには僅差でおよばないことも多い。1年1学期の中間考査では各学科別では全て2位以下であったものの、総合ではぶっちぎりで1位を取り、本人としては釈然としない結果を招いた。総合1位は3年の2学期まで続くことになる。
入学当初は身体能力が他の生徒に比べるとやや劣っていたが、日々の実習や部活などで否応なく鍛えられ基礎体力が向上してきている。それでも、1年時の文化祭の当日の朝には、様々な仕事を抱え込む余り過労で入院してしまった。ただし、積雪量の多い札幌で育ったこともあり雪かきは他の生徒より得意である。
本人は気にも留めていなかったが、幼いころから親が「ちゃんとしたもの」を食べさせていたため、気づかないうちに非常に良い味覚が育まれており、その味覚の鋭さや繊細さは、稲田真一郎やアキの祖父も認めるほどである。また字も綺麗でノートまとめが上手く、文化祭当日に倒れた時も第三者がノートを見るだけで八軒が計画していた通りの仕切りができる状態になっていた。
第一話で仔牛を捕まえようとしたら逃げられて、森に入り迷ってしまうなど、余計なことをして窮地に陥る典型的な不運の持ち主。要領が悪く少々捻くれており競争に勝つことへ拘る反面、弱者に感情移入しやすい素直で心優しい性格。お人好しで頼みごとを安請け合いする面があり、周囲からは「人にかまって損をするタイプ」「いい人」「断らない男」と評される（ただしアキの勉強を見ることを理由に一度大森の頼みを断っている）。また、妥協が許せず何事にも納得できるまで真摯に追求する性分が、エゾノーにおいては概ね良い方向へ発揮されているものの、友人たちからは「面倒臭い」とも思われている。
中学時代は学力競争に偏重した価値観の持ち主だったため、エゾノー入学当初も頑ななまでに学業成績や順位に縛られていたが、世の中には数値に換算できないことや「答え」が一つだけではないことが多く存在し、先入観で物事を穿って見たり判断したりしてはいけないということを身をもって経験して、学び始めている。その一方で、家畜動物などは生産率重視であり、数字が悪ければ早々に屠畜の対象になる現実を目の当たりにする機会も多く、前述との矛盾に疑問を感じて葛藤することもある。それらの体験を重ねていくごとに自ら考えることを覚え、学び、少しずつ成長している。しかし、中学時代に学力競争に敗れ周囲から孤立したトラウマは根深く、無茶な努力へ走ろうとする危うさと、何らかのトラブルに対し自己否定からスタートする悪癖は未だ抜けていない。
クラスメイトの御影アキに密かに想いを寄せており、より距離を縮めようと彼女の所属する馬術部に入部する。上級生（3年生）が引退した2学期からは馬術部の副部長に抜擢され、上級生の引退後も引き続き副部長を務める。さらに駒場家の離農を機にアキに自らの夢を家族に話すよう後押ししたことから、彼女の勉強を教えることになる。アキとは相思相愛で周囲も半ば公認しているが、アキの父親にプレッシャーをかけられていることや周囲の妨害もあり、なかなか告白できずにいたが、ようやく13巻で、「大学に合格したら、俺と付き合ってくれませんか？」と言おうかしたところ大川に妨害されるもアキには伝わっている模様。アキへの性格などを考慮した的確な勉強の教え方を見た豊西からは「教師に向いてるのでは」と言われるが、それを聞いたアキは八軒が教師になったら「クラスの生徒全員に全力でぶつかって過労死する」と自身も納得する返答をした。
アキの勉強を教える過程で、兄・慎吾が勉強のコツをまとめたノートを取りに行くことになり、不本意ながらも久々に帰省。久々に両親と食事を共にする。その席で父親・数正が発した「失敗した人」を全否定する罵倒発言に激怒し、初めて父に反抗する。その後母・美沙子が自らの生活振りを気にしてエゾノーを訪れたことを機に、自らに気を回した言動の真意にも気付き彼女と和解を果たすことができた。
2年への進級直前、なかなか就職先の決まらない大川にかけた「いっそ自分が社長になればいい」という言葉をきっかけに、卒業後の進路を進学せず起業することと決め、そのために下宿を決意しアキの叔父・優志の知り合いに紹介してもらった下宿先に引っ越して一人暮らしを始めた。しかし、その後に訪ねてきた大川が差し入れに持ってきたジンギスカンを古いガスコンロで行い、途中で火が消えたため大川がライターで再度点火したところ、ガス爆発させて部屋を荒らされてしまい、コツコツと積み上げてきた御影家の信用をほとんど失ってしまう。それでも、自身の勉強をこなしつつ御影の勉強を見つつ起業の準備を行うという過酷なスケジュールをこなし、帯広競馬場での御影豚ピザ販売は黒字、御影の推薦試験も合格という最良の結果となった。その余勢を駆って好きだったと告白、一度は御影の父の邪魔が入るものの、イエスの返答を得て2人は正式に恋人となった。
クリスマスになって大川から会社で食肉加工も行うために必要な、食品衛生管理者の資格を取得するために大川からの命令で、急遽資格が得られる大蝦夷畜産大学の畜産科学科を受験するよう命じられる。センター試験の出願は前もって、八軒が慎吾からのバイトの手伝いでセンター試験を受けることになっていたため事前に出願をしており、センター試験はできるが、エゾノーでの3年間のテストが特殊だったのと、受験勉強から離れていた状態のため、自身の今の学力が世間一般から見てわからない状態となってしまっていた。大晦日に実家で父に大蝦夷畜産大学を受験することを伝えると、父からは畜産大学を受けることには賛成を貰い、父が調べた様々な情報などを話し合った。
大学の合格発表時には、大川がテレビや新聞への宣伝用にと前もって作っていた、自社の宣伝用の豚の着ぐるみを着ており、警備員に止められるも、大川からの電話で自身が合格したのを聞くと、合格を聞いたリアクションで、その日の地元の新聞とテレビを総ナメにした。
畜産大学では豚の着ぐるみの一件で大学内では有名人になっており、学生からは八軒の様々な噂話による誤解によるデマで、周りとは距離を置かれてしまう状態からのスタートとなってしまう。
エゾノーを卒業して4年後、髪型をオールバックにしており、変わらず養豚事業を行い、御影との交際も続いていたが、駒場から「面白いビジネスの話がある」と言われ、彼のいるロシアのアムール州に飛ぶ。その土地の広大さからエゾノーに来たばかりの頃のように遭難しかけるも、駒場と再会。彼や地元の少年たちと草野球をしながら、自身の会社で豚を寒冷地の北海道の地でも増やすことができた地道な実績から、需要に対して畜産家の少ないロシアのその地で養豚をやる様、提案される。採算を取れる保証が無いことから渋るも、「八軒とやったら面白そう」と話を持ち掛ける駒場に「俺、人の夢を否定しない人間になるって決めたんだよ」と語り、草野球で駒場の投げる球を打てなければ、前向きに検討すると、条件付きで了承。経験者の駒場には本気で投げられることとなった。
御影 アキ（みかげ アキ）
声 - 三宅麻理恵 / 演 - 広瀬アリス
本作のヒロイン。清水第一中出身（推薦入学）。実家は上川郡清水町で酪農を一家で営んでいる。部活は馬術部。
気さくな笑顔とショートカットが特徴の、明朗で社交的な少女。スタイルも良い。人当たりもよく素直な性格であるが、周囲に迷惑を掛けないようにとの思いが強く、自我を抑えて独りで抱え込んでしまう傾向がある。それ故にどこか心に一線を引いて踏み込ませない雰囲気を醸している。
実家には農耕馬がおり、祖父の影響もあって幼いころから乗馬クラブに通うなど乗馬に慣れており、高い乗馬技術の持ち主。入学早々八軒が校内で迷子になった際、学校所有の巨大な黒馬（ブラックキング号）に乗って八軒を捜しに行き、その姿は八軒に「世紀末覇者」を連想させ恐怖させた。
将来の夢は大好きな馬に関わる仕事に就くことであるが、一人っ子であるため後継ぎとして無言のうちに期待され本人も家族からの期待を知っているため、そのことは家族に語ることなく胸に収めていたがそれがややプレッシャーとなっていた。駒場家の離農をきっかけに八軒の後押しでついに自身の本心を家族に打ち明け、ばんえい競走馬厩舎を営む叔父の下で働きたいと叔父に懇願し、「大学を出ること」を条件として認可されるが、自他共に認めるほど勉強が苦手で、学校の成績も同じクラスの常盤ほどではないがあまり良くない（八軒曰く常盤よりずっといい）ため、八軒に勉強を教えてもらうことになった。その後成績は徐々に伸び、担任の桜木から推薦入試での受験を勧められるまでになった。依田の引退時には次期馬術部部長に指名され尻ごみするものの、桜木の「推薦に有利になることは何でもやっておけ」という助言と、八軒の（かつての自分も持っていた）「先の見えないことに挑戦する姿」に影響され引き受けた。八軒の個人授業の甲斐もあり、3年秋には推薦を得られるだけの評価点を（ギリギリではあるが）得ることに成功。さらに推薦入試の面接においては圧迫面接によって窮地に陥るも、揺らいだ心を立て直して難局を乗り越え合格を果たした。その電話上で八軒から告白されるも電話を取り上げた父の罵倒によって返答はうやむやに。種々のストレスに苛まれていた八軒がストレス解消のため馬での遠乗りに付き合い、告白の返答として八軒と唇を重ねた。
一般受験で入学した八軒に興味を持ち、何かと気に掛ける。八軒が吉野と不純異性交遊を噂された時や他の女子生徒から告白されるかのような状況を目撃した際に、動揺する素振り（無表情になったり、持っていた物を落とすなど）をみせるなど、八軒を好ましく思っている描写がされている。駒場家の離農が決まった時には、思わず好意を八軒本人の前で告白しかけているものの、失敗に終わる。幼馴染の駒場と家族同然の付き合いをしてきたため男女の機微には疎く、周囲からは「ひどい女」「ニブい」「バカなの」「八軒に同情する」などとさんざん言われてから八軒のモーションに気づいて動揺する様が度々描写されている。それでもなお、今まで恋愛に興味がなかったため、的外れな言動も多い。
4年後、エゾノーの頃と同様に大蝦夷畜産大学では馬術部に入っており、八軒との交際も続いている。
駒場 一郎（こまば いちろう）
声 - 櫻井トオル / 演 - 市川知宏
短髪に鋭い目つき、大柄な体格が特徴の少年。
アキと同じ清水第一中出身。エゾノーには推薦で入学した。クラスの実習班は八軒と同じA班。アキには「いっちゃん」と呼ばれている。
武骨な物言いと、やや無愛想な表情であるが、実直で男気のある性格の持ち主で礼儀正しい一面も持つ。また、不器用な優しさ故に一度決めたことは曲げず、周囲からの気遣いを拒み続ける頑固な面も。アキとは幼馴染で互いの実家も近く（隣接しているというが片道約8km）、家族ぐるみで付き合う仲。実習以外の授業中はほとんど寝ており、国語・数学など一般教科の成績は芳しくないが、「作物」など専門教科の成績は優秀である。毎日の実習授業と部活を物ともしない豊富な体力と持久力を有しており、腕っ節も強い。ことあるごとに牛乳を好んで飲んでいる。
部活は野球部で、ポジションはピッチャー。幼少期から野球少年であり、実家の敷地内には父の作ってくれたピッチング練習場もある。しかし数年前に父を亡くしたため、高校卒業後は実家の酪農業を継ぎ、独りで切り盛りしている母親の力になりたいと考えている。その一方で甲子園に出場してプロ野球選手になり、あまり裕福ではない実家の経営を立て直したいという夢も抱いていた。
エゾノー野球部では1年生ながら秋季大会で幾度か登板しており、将来を期待されていたらしい。しかしエゾノー祭が終了してしばらく経ったころに実家の借金が原因で離農することが決まり、借金返済と家計を助けるために学校を中途退学した。その後しばらくは免許取得やバイトに明け暮れるが、八軒はその姿をかつての自分に重ねて「空っぽになったから、とりあえず目標を見つけて気持ちを繋いでいるだけ」と感じていた。その後、八軒をはじめとするかつてのクラスメイトたちの前を向く姿に徐々に影響を受け、母親の叱責もあって「一番やりたいこと」である「自分の牧場を持つ」という目標に向かう決意をする。そして稼ぎのいい仕事を見つけるため単身上京し引越業者で働いている。
勇吾らのすすめで、3年の秋より、慎吾が行っているインターネット家庭教師で勉強を始めた。後にロシアで温暖化の影響で使えるようになった土地を利用した、道内の銀行が行っている日露協力の農業ビジネスの合弁会社で働いており、自身はロシアで自分の牧場を持つのを目標にしている。八軒とはエゾノー卒業の四年後にロシアに呼んでおり、ロシアで豚の畜産をやらないかと誘った。
常盤 恵次（ときわ けいじ）
声 - 庄司将之 / 演 - 矢本悠馬
大きな三白眼の少年。入学当初は長めの髪を一つ結びにしていたが、1年の夏季休暇明けにはっちゃけた格好をしたために処罰を受けて、以降は坊主頭になっている。クラスの実習班は八軒と同じA班。部活は空手部。
中札内南中出身。鶏農家の長男で、家業を継ぐために推薦入学した。教わったことを3歩歩いただけで忘れるほど頭が悪く（八軒曰く「トリ頭」）、特に数学はテストで二桁の点数を取ったことがなく、小学1年生レベルの算数の足し算の問題すら間違えるほど壊滅的である。後に八軒の猛特訓を受け、ようやく一桁の壁を越える（それでも10点）。しかし鶏の生態や飼育法などの知識は豊富で、一学期中間考査では「畜産」で満点を取り、八軒を驚愕させる。また、勉強以外の面では知恵が回ったり、意外な才能を発揮する部分もあり、周囲に感心されたり「その頭を勉強の方に回せ」と呆れられたりすることもしばしば。エゾノー卒業時には運転免許を取得しており、学科は本人曰く「勘」で乗り越えており、周りからは「お前の車、絶対に乗らない」と言われた。
悪気はないが考えが浅く、配慮に欠けた行動や発言でクラスメイトたちの神経を逆撫でしたりと、何かと騒動を起こす。そのためクラスメイトたちからは、「いつ退学させられても不思議ではない」と思われている。また、八軒の兄・慎吾と同レベルの悪筆だが、それゆえに慎吾が残した虎の巻を解読できる才能があり、クラスのテスト点数向上に貢献したりもしている。
浪費癖があり、豚肉ファンドの発案者でありながら当初は金欠で加入を見合わせていた。後に副ぶちょーのおやつ代から加入資金を借用し周囲から反感を買うも、唯一自分の味方をしてくれたタマコのいうがままに、本人の無知と軽々しさからとんでもない金利の借用書をアッサリと書いてしまい、豚肉加工日の時点で利息がかなりの額になっているようである。実家を継ぐために早期の結婚を考えており、クラスメイトも婚活対象として見ている。
エゾノー卒業後は実家の後を継ぐつもりである。常磐の両親からはエゾノーを無事に卒業できたのは、八軒のおかげであると思っており、八軒の両親に感謝していた。エゾノー卒業後の四年後の夏には海外実習生への猛アタックの末に結婚しており、まもなく2人目が生まれる予定。
作者・荒川はこのキャラクターを気に入っており、『サンデー』2013年第18号の巻末で、自分の作品の中では常盤位置にいたいと発言している。
相川 進之介（あいかわ しんのすけ）
声 - 島﨑信長
長身で目が細く穏やかな風貌の少年。クラスの実習班は八軒と同じA班。
幕別東中出身。幼少期から獣医を目指しており、少しでも早く獣医学研究に携わるため、研究設備の整っているエゾノーに入学した。部活は授業外でも家畜を見たい（学びたい）ため、ホルスタイン部に入部。「生物」や「畜産」、「バイオテクノロジー」を得意教科とし、一般教科の成績もおおむね優秀である。
同級生も「君」「さん」付けで呼ぶ（常盤だけは苗字を呼び捨て）など性格は至って温和だが、西川の無断外出の企みに積極的に加担したり、その際に出くわしたスイカ泥棒に対して駒場・西川と共に容赦の無い制裁を加えたりと熱い一面も持っている。一般人の感性に理解を示す数少ない生徒の一人で、八軒とは実習時以外でも2人で連れ立っていることが多い。
幼少期から獣医志望であるが、小学生の時にひどい牛の手術を見たトラウマで、多少にかかわらず血（特に生体から流れる血）が苦手になってしまい、授業で行われる家畜の手術や屠殺の現場で失神するという醜態を晒すことが度々ある。獣医師を目指す者としては致命的な欠点だと自覚しており、克服しなければならない課題であると発奮するものの難儀である。しかし、動物を助けるだけではなく苦しめずに絶命させることもまた獣医師の使命であると考え、豊富な知識と正確な技術を身につけたいと前向きな姿勢を垣間見せている。その後駒場の離農退学と大蝦夷畜産大の屠畜場見学を経て「動物だけでなくそこに関わる人たちも救いたい」という思いから家畜獣医になろうという意思を持った。進級と同時に寮を出て下宿し、受験勉強のため予備校もしくは塾に通う計画を立てている。その後担任の桜木の勧めで、アキとともに大蝦夷畜産大への推薦入学を目指し、3年秋に推薦枠を勝ち取ったものの、推薦入試は不合格となり一般入学に望みを託すこととなった。一般入試でも不合格となってしまい、後期合格発表も落ちてしまい私立の札幌農業大学に進学するかと思われたが、ギリギリで追加合格枠に選ばれた。
レギュラーの中では、唯一実写版に登場していない。
稲田 多摩子（いなだ たまこ） / タマコ
声 - 高垣彩陽 / 演 - 安田カナ
全体のシルエットが卵のような肥満体型の少女。名前をもじり「タマゴ」と呼ばれることもある。クラスの実習班は八軒と同じA班（紅一点）。部活は柔道部。
帯広川西中央中学校出身。実家は共同経営型の大規模な牧場。「お金が大好き」と明言し、金銭や利益に関することには大人顔負けの一面を見せるしっかり者。いずれは実家の牧場に就職して、経営に口を挟み、実父から社長の座を奪おうと考える野心家でもある。将来は、安全・信頼は勿論、そこに生産性や合理性を兼ね備え、さらに高い収益をもたらす農業経営を学び、世界と渡り合える農業を築くことを目指している。そのため効率的な大量生産よりも無添加で安全性を最重視するべきと考える兄・真一郎と意見がぶつかることも少なくない。得意教科は「農業経営」と「情報処理」で、一学期中間考査では数学を含めた3教科で満点の成績を収めている。
その体型から、クラスの男子たちに女性としてはほとんど意識されていない。しかし、肌艶や髪質、目鼻などのパーツ自体は美形の条件を満たしており「トリミングしたら美人」と八軒たちを驚愕させた。また、体調を崩したり、本気でダイエットに取り組むと短期間で大幅に痩せることがあり、標準体型まで痩せた姿はかなりの美少女である（痩せた姿がパッケージに描かれたソーセージは、多くの男子が買い上げた）。ただし本人は「肌が荒れる」「貧血になる」など健康上の理由から痩せた姿を好んでいない（作者曰く「あの体形を維持するのに結構努力している」）。また、所作や言葉遣いがエレガントである。表情のバリエーションは少ない。
体型に似合わず身体能力は高く、体力自慢の駒場と卓球勝負で互角に打ち合うなどスタミナも豊富である。しかし、空腹になると力が出ず、朝食前の早朝実習では朝のおやつが欠かせない。
かなりのリアリストで、八軒にしばしば現実を見るよう忠告を行っている。年末を前に、八軒の依頼で常盤が発案した「豚肉ファンド」の経理を任されることになる。その後、起業をめざす八軒の企画書の添削を行うようになる。また、（株）GINSAJIでの帯広競馬場ピザ販売に際し予算管理を担当しており、経理能力に磨きをかけている。
エゾノー卒業後は札幌農業学園大学の経営学部に進学が決まっている。
吉野 まゆみ（よしの まゆみ）
声 - 井澤詩織 / 演 - 岸井ゆきの
そばかす顔とツインテールの髪型が特徴の少女。部活はバドミントン部。兄がおり、漫画やDVDをよく借りてくる。
下浦幌中出身。酪農家である実家の牛乳を使ったチーズ工房を立ち上げることが夢。そのためチーズの知識に長け、また「食品製造」を得意教科としており、一学期中間考査でも満点の成績を収める。カマンベールチーズが好物。
常に明るくはっきりした性格だが、中島先生を脅迫して秘蔵のチーズを無断で持ち出すなど、チーズに関することでは手段を選ばない面もある。八軒の生真面目さや義理堅さを評価する人物の一人だが、八軒がアキをデートに誘った件で恋愛対象としてどうかを同級生に問われた時は「（他人のことで悩んだりして）面倒臭そうだから嫌」と完全否定している。
進級後チーズ研究会の会長に就いているが、金に糸目をつけない方針のため中島を悩ませている。
卒業後はチーズ関係の仕事について勉強し、のちに独立することを考えている。しかし就職面接に行った会社が典型的なブラック企業であり、どうやって面接時に即時与えられた内定を蹴るかで頭を悩ませた。最終的に内定辞退に成功し、チーズ職人として修業するべく単身フランスに渡ることを計画中。エゾノー卒業式直後は内定を蹴ったことで無職の状態だったが、中島先生の尽力によって、フランスのチーズ関係者を紹介してもらい、西川からフランス語を学ぶ教材としてアニメ『くのいちシスターズ クール&キュート（以降、くのしす）』のDVDを餞別として渡された上で、フランスへチーズの修行をするためにフランスに留学した。
エゾノー卒業後の4年後の夏には日本に一時的に帰国しており、ボーイフレンドのアンドレを連れており、御影らに紹介していた。一方で、夢だったチーズ工房が、実家が肉牛育成に鞍替えしたことで叶わなくなったことを嘆いていた。
同クラスの男子生徒
西倉 亮（にしくら りょう）
声 - 白井悠介
バレー部。東藻琴が丘中出身。
御茶の水 太郎（おちゃのみず たろう）
声 - 村田太志
卓球部。岩見沢光中出身。メガネをかけたインテリ風の外見のため、「ハカセ」とあだ名される。八軒をライバル視している。
アニメでは、偶然から脱走しようとする西川らを発見してしまい、口封じのために拘束された。また、「完全限定生産盤DVD」では付属品である「エゾノー新聞」の発行者として、八軒の言動に対して根も葉もない噂のような伝聞を広めている。
エゾノー卒業後は東京国際農家大学に進学するも、のちに稚内キャンパスにとばされる。
二又 幸次（ふたまた こうじ）
声 - 田丸篤志
ホルスタイン部。津別川中出身。バイオテクノロジー研究に興味があり、高校としては最先端の研究施設があるエゾノーを志願した。
太田西 力（おおたにし ちから）
声 - 蓮岳大
柔道部。厚岸トライベツ中出身。
豊田 直樹（とよだ なおき）
声 - 中澤まさとも
サッカー部。音更元町中出身。
勢雄 速見（せお はやみ）
声 - 小林直人
剣道部。上更別中出身。北海道流百人一首が得意。
泉川 しげる（いずみかわ しげる）
声 - 小野友樹
空手部。別海中風連中出身。実家は乳牛を飼っており、自家繁殖のために「家畜人工授精師」の資格取得を目指している。その一環としてホルスタイン部入部を考えていたが、先輩たちにドン引きして諦めた。
尾田 順（おだ じゅん）
卓球部。大樹晩成中出身。
目黒 海斗（めぐろ かいと）
声 - 山本兼平
ラグビー部。えりも岬中出身。
登和里 英策（とわり えいさく）
声 - 徳本英一郎
ラグビー部。士別岩尾内中出身。
近藤 豊（こんどう ゆたか）
声 - 小林直人
バスケ部。ニセコ東山中出身。
坂の上 真二（さかのうえ しんじ）
陸上部。芽室東中出身。
三条 拓（さんじょう たく）
サッカー部。新得トムラウシ中出身。
丸い目と右側だけ伸びた前髪が特徴の少年。他の男子生徒と比べ小柄である。クラスメイトの太田西とよく行動を共にしている。
豚の肉質改良に興味を示しており、二年次のプロジェクト研究では「あらたなブランド豚をめざして」に参加。
進路相談では農業以外の道に進むことも考えていることを明らかにした。
松山 雄一（まつやま ゆういち）
声 - 山下大輝
野球部。大樹中央中出身。駒場とは違い補欠にも入れない程度の力量。ガールフレンド欲しい派。
音調津 陣（おしらべつ じん）
空手部。広尾紅葉通中出身。
巴沢 和真（ともえざわ かずま）
声 - 高橋伸也
柔道部。女満別東陽中出身。アニメでは、実家が養豚をしていることから八軒に豚丼を太らせるための秘策を教えた。
卒業後は海外で畜産を学ぶつもりだったが、体育大学に行って柔道でどこまでいけるか試してみたいとも考えている。
川合 隼人（かわい はやと）
声 - 渡辺拓海
バドミントン部。とかち池田中出身。実家はブランド牛を飼育している。
柏ヶ丘 剛弘（かしわがおか たけひろ）
空手部。中鹿追中出身。
白糸 鷹志（しらいと たかし）
陸上部。足寄螺湾中出身。ベッカムヘアを連想させる独特の髪型をしており、髪のセットに毎朝30分かけている。
渋山 達也（しぶやま たつや）
バレー部。芽室東中出身。
桂木 翼（かつらぎ つばさ）
テニス部。釧路町若葉中出身。
宮舞 晴彦（みやまい はるひこ）
バドミントン部。奥別海中出身。
東 道久（ひがし みちひさ）
陸上部。帯広大正中出身。
白銀 鉄平（しろがね てっぺい）
バスケ部。忠類本町中出身。かなり横着な性格で、「政府からの補助金たっぷりで、金の苦労を考えずに済むものを作って暮らしたい」と考えている。
多和 泰樹（たわ やすき）
陸上部。北標茶中出身。
居辺 卓弥（おりべ たくや）
陸上部。上士幌ナイタイ中出身。
二宮 英多（にのみや えいた）
サッカー部。豊頃町はるにれ中出身。
山田 旭（やまだ あさひ）
バスケ部。倶知安西陵中出身。
出席番号40番
本名も顔も不明。クラスの実習班はD班で、後姿を見る限りでは短髪に茶筅髷のような髪形をしている。
同クラスの女子生徒
40人学級のうち女生徒は7名のみのため、結束力が高い。年齢相応に恋愛には興味津々であり、（最終的に横槍が入ったが）八軒と御影の初デートとなる外出に同行しようとした常盤を実力で排除するなど、行動力も旺盛。
石坂と明野はアニメで声優が当てられておらず、原作コミックにあるセリフは別人に置き換えられている。
北町 みなみ（きたまち みなみ）
声 - 種﨑敦美
オールバックポニーテールの眼鏡っ娘。テニス部。士別西中出身。
実家は作物栽培と牧羊を生業としている。国内の羊肉自給率向上のためにニュージーランド留学も考えている。
末広 実郷（すえひろ みさと）
声 - 清都ありさ
長身でショートヘア。バレー部。訓子府東中出身。
ほかの女子よりは物事をはっきりと言う性格であり、勇吾と2人きりで遊びに行く約束をしてもなお友達としか認識していなかった御影に「幼馴染じゃない男が女と2人きりで遊びにいきたいというのはそーゆーことだ」と言い放って、勇吾の御影への想いを諭した。
石坂 美穂（いしざか みほ）
糸目でウェーブヘア。卓球部。大樹中央中出身。
明野 琴音（あけの ことね）
黒髪ロングヘア。剣道部。幕別札内西中出身。

### その他の生徒
西川 一（にしかわ はじめ）
声 - 高梨謙吾
細い吊り目が特徴の飄々とした少年。
農業科学科1年生 → 3年生。学生寮では八軒のルームメイト。新ひだか町第四中出身。実家の畑作農家を継ぐために農業科を志望した。家業の関係から、トラクターなど農業機械の操作技術と知識に長けており、これらの機械の部品を使ってロボットを作ることを夢見ている。野菜類についての知識も豊富。また多少の料理も得意で、作った沢庵漬けを八軒に帰省時の土産として渡した。漫画やアニメなどのサブカルチャーを好み、寮の部屋にさまざまな本や音楽・DVDソフト、アニメキャラクターのポスターを持ち込んでいる。また恋愛ゲームをプレイするため、寮の娯楽室に置いてあるパソコンをよく占領している。絵も上手く、八軒に馬そりの手入れを頼まれた時は痛そりペイントを施した他、帯広競馬場で販売されるピザのチラシのデザインを担当した。コミックマーケットで夏休みや冬休みには東京へ遠征するなど自他共に認める二次元オタクだが、恋愛ゲームのやり込みで会得した対人攻略能力で池田（後述）を手懐けてしまい、周囲から「恐るべしエア百戦錬磨」と感嘆された。しかし「肉」を第一に考える池田には西川は結婚相手になりえず、プロポーズは失恋エンドに終わった。
八軒が寮を出て一人暮らしを始める際、古いノートPCを八軒に譲った。
ラクレットオーブンの試運転時に、ラグレットオーブンの出力の強さでブレーカーが落ちた際、プレイ中だった恋愛ゲームを強制中断されたため大川を強く恨んでおり、その後度重なる精神攻撃や、八軒・兄の特製ボルシチを薦めるなど、しばしば彼に報復を行っていた。報復を一通り見ていた八軒曰く「小キック連続のハメ殺し後の大技でKO」。
エゾノー卒業後は東京の東村山大学農学部に進学し、吉野がフランスに行くと知ると餞別にと、フランスで大人気のアニメ『くのしす』のフランス版と日本版の脚本集を渡した。
別府 太郎（べっぷ たろう）
声 - こぶしのぶゆき / 演 - 河野将也
坊主頭で糸目の恰幅の良い少年。
食品科学科1年生 → 3年生。学生寮では八軒のルームメイト。帯広空港南町中出身。体型のとおり食べることが好きで、良い食べ物を作る（食べたい）ために食品科を志望した。八軒が校内清掃の際に石窯を発見した縁からピザ（小麦粉を使った料理）への技量を高め、ついには本場イタリアのピザ職人が用いる特殊技術まで会得してしまった。その体格から走るのが苦手。娯楽室などの掃除当番を忘れていた勇吾のかわりをつとめるなど、面倒見がいい面もある。携帯電話に設定している入浴時間を知らせるアラーム音はザ・ドリフターズの「いい湯だな」っぽい曲。
エゾノー卒業後は調理師専門学校に進学し、四年後の夏には、ロシアでラーメン店を立ち上げるために、慎吾とアレクサンドラの全面協力を得てメニューの開発を行なっている。店名は「札幌ラーメン別府サンクトペテルブルク店」であり、店名を知った同級生からは地名の多さ故に混乱すると言われており、アレクサンドラからは、夫・慎吾に携わらせるのは、メニュー開発だけで、厨房には絶対立たせない様、釘を刺されている。
稲田 真一郎（いなだ しんいちろう）
声 - 小野友樹 / 演 - 遠山悠介
食品科学科3年生 → 卒業。タマコの兄。八軒らからは「スモークチキン先輩」の通称で呼ばれる。顔立ちは妹同様の美形で、こちらは標準体型。無添加食品の研究を行っており、食品添加物も上手く取り入れて使うべきと考えているタマコとたびたび衝突している。逃げた実習用鶏を捕まえてもらったことで八軒と知り合い、お礼にと持参した自作のスモークチキンを無添加食品と見抜いた八軒を気に入る。八軒が「豚丼」（後述）をベーコンに加工する際に作り方を教え、手伝った。冬休み終了時点で大学への進学が決まっている。
クラスメイトらが異議を唱えるような八軒の考え方を肯定するなど、悩みながらも一つずつ手探りで成長していく八軒を見守る良き理解者のひとりである。
池田 千鳥（いけだ - ）
声 - M・A・O
食品科学科1年生 → 3年生。小柄で黒髪ロングの肉食系（文字通りの意味で）女子。豚肉絡みのエピソードになると登場する。引っ込み思案でいつももじもじしているが目的は常に肉であるため、そこを攻略ポイントと見切った西川にあっさり手懐けられた。しかし西川に恋愛感情を抱いているわけではなく、学園祭でホルスタイン部が廃用牛肉ハンバーグを作っていると知るや相川にすり寄っていた。ピザ試食会にてベーコンがなくなると号泣していた。
｢肉農家であること｣を結婚相手への絶対条件としており、野菜農家である西川のプロポーズをあっさり断った。
中矢（なかや）
声 - 明坂聡美
農業科学科1年生 → 3年生。秋季大会直前の駒場に交際を申し込んだが「それ（男女交際）どころではない」と断られた。後に「豚肉ファンド」の出資者に名を連ねる。
大森 大（おおもり - ）
農業科学科3年生 → 卒業。ガタいも良くイカつい顔をしているが性格は優しい。弟が三人、妹が一人おり、皆同じ顔立ちをしている。ホットドッグを飲み物のように平らげる大食漢。八軒が見つけピザ会で使われた石窯を管理している様子。足が臭く、アキと一緒に勉強していた八軒に軽く嫉妬し履いていた靴下攻撃をかましたことがある（コミックスでは臭いを嗅いだ八軒は泡を吹いて倒れ、アニメでは幽体離脱し三途の川の向こうに行きかけた）。
雨竜 啓（うりゅう - ）
声 - 堀井茶渡
農業土木工学科。西妹背牛中出身。野球部員、ポジションはライト。危なげのない防御に、ここぞという時に一打を出せる攻撃力が特徴の良選手だが、全道大会準決勝で痛恨のエラー（ただし、本人のミスではなく直前に吹いた強風のため）を出してしまい、甲子園への道を断ってしまう。
その悔しさを胸に練習を続け、四番打者の座を獲得する。
青山 雫（あおやま）
声 - 中島健人
1年生 → 3年生。学生寮では駒場と同部屋だった。実写版で八軒勇吾役の中島健人がゲスト声優を務めた。

### 馬術部
大川 進英（おおかわ しんえい）
声 - 水島大宙 / 演 - 花戸祐介
農業土木工学科3年生 → 卒業。2学期まで馬術部部長を務めた男子生徒。帯広大空北中出身。部活引退後も顔を出し、先輩の立場から、八軒に忠告や協力などを度々行なっている。
壊れていた石窯の修理を請け負い、馬術部で飼うことになった子犬（副ぶちょー）の小屋を設計図無しに廃材だけで製作、さらには「大川式移動石窯」の設計および製作を手掛けるなど、手先の器用さ、作業時の要領の良さなどは他者の追随を許さない。
一応就職組ではあるが、進路や卒業後の目標を掲げている生徒が多いエゾノー生の中で、将来の希望を明確にしていない数少ない生徒のひとり。冬休みの終了時点でも未だに内定を貰えず、3学期には「とうとう学校に新卒求人がひとつも来なくなった」という状況にまで追い込まれ、結局就職先が決まらないまま卒業となった。
「地元の企業に就職して平凡な生活が送れれば良い」と欲のない発言をして八軒の関心を引いた。一方で彼女のいる所謂「リア充」を敵視しており、その標的として冬休み以降八軒にしばしば嫌がらせをしているため、信頼が徐々に薄れてきており、その後も八軒の下宿部屋で差し入れに持ってきたジンギスカンを古いガスコンロで行い、途中で火が消えたため大川がライターで再度点火したところ、ガス爆発を引き起こしたため、さらに信頼が薄れている。また依田が彼女にフラれたことが判明した際には、満面の笑みを浮かべながら嘲笑とも慰めともつかない助言をしている（ただし報復としてニート呼ばわりされる）。
良く言えば臨機応変、悪く言えば行き当たりばったりな性格。帯広競馬場でのピザ販売で僅かに赤字となった補填のために売り上げ全額で馬券を買うなど、終わり良ければ総て良しを地で行く度胸、あるいは楽天さの持ち主。
副ぶちょーの小屋をその後拡張する、元日に餅つきの腕前を見せるなど多方面での特技を持つが、その大部分は中島が言うところの「履歴書に書けない」代物である。ラクレットオーブンを試運転した際の顛末から西川に敵視されており、彼からたびたび報復を受けている。西川の策略で八軒の兄・慎吾が作ったボルシチを食べて気絶した際、西川から耳元への暗示で萌え系を吹き込まれた影響により、萌えキャラが使用された物を作るようになった。
バイト先でもらった黒豚（「元ぶちょー」と命名。バークシャー種のメス）を連れてエゾノーを訪れるうちに八軒とともに放牧養豚事業に着手。さまざまな分野の作業を器用かつ迅速にこなす姿から「仕事さえ与えておけばまとも」と判断した八軒に社長に任命され、それを伝えた際に家族から「夢見てんじゃねえカス」扱いされたことから彼らを見返すために奮起する。本人曰わく、実家のことは大嫌いとのことで、GINSAJIの代表取締役としてテレビ取材を受けた際は、親からの電話に出た後、「ほったらかしで何かやれば文句しか言わない癖に、外に自慢できそうなことがあるとドヤ顔ですり寄ってきて、説教が始まって知恵も金も貸さない」と八軒に愚痴っており、同様に父を苦手とする八軒も、「性格合わないのはしゃーないので、知恵と金はもらえるだけ貰っとこう」と言ったことで、彼と心が一つになる。
豊西 美香（とよにし みか）
声 - 田野アサミ / 演 - 亀田梨紗
食品科学科3年生 → 卒業。2学期まで馬術部の副部長を務めた女子生徒。八軒に「断れない男」と言い放つなど、八軒やアキに対して叱咤激励する辛口の発言も多い。帯広大正中出身。卒業後は札幌の大学へ進学。将来の進路として、菓子業界への就職を考えている。
ピザ販売の売上金を競馬に注ぎ込んだ大川に回し蹴りを決めるなど、格闘技の心得もあるところを見せている。
依田 勉（よだ まなぶ）
声 - 田丸篤志 / 演 - 鈴木龍之介
農業科学科2年生 → 卒業。馬術部唯一の2年生部員で、大川から部長の座を引き継いた男子生徒。乗馬技術は決して高くはないが、調整型のリーダーとして馬術部を導いた。彼女がいたが、農家の長男・借金があることを理由に破局した。しかし、その後は登場のたびに違う女性と共におり、家業よりも婚活を優先していることが描写されている。帯広川西中央中出身。学校へは自転車通学。
栄 真奈美（さかえ まなみ）
声 - 長妻樹里 / 演 - 北浦愛
農業科学科1年生 → 3年生。ポニーテールの女子生徒。幕別東中出身。同じ部で同性ということで、御影と仲が良い。豊西と同じく全く進展しない八軒と御影の恋愛模様にやきもきしつつ突っ込みを入れる立ち位置を確保している。3年クリスマスを期に円山と交際を始める。
劇場版では、西川にかわりソリに痛塗装を施した。
円山 登（まるやま のぼる）
声 - 菊池幸利
食品科学科1年生 → 3年生。スキンヘッドの男子生徒。下浦幌中出身。
部の中では特に目立っていなかったが、3年のクリスマスをきっかけに何気なく馬糞の山の前で栄に告白、OKされる。しかし、同時に「結婚したらどちらがどちらの家に入るか（実家の農場の合併内容）」で頭を悩ませている。
木野 広行（きの ひろゆき）
声 - 渡辺拓海 / 演 - 田村健太郎
森林科学科1年生 → 3年生。黒い短髪の男子生徒。音更大通中出身。
中肉中背だがかなりの大食漢であり、登校前から夜食に至るまで、八軒に「よく食うなぁ！」と呆れられるほど買い食いしている。
3年冬休み直前に円山と栄が付き合ったことで「3年唯一の恋人なし」になってしまい、狂乱の果てに御影曰わく、「大川先輩化」し始める。
後輩（名前未設定）
八軒の1年後輩の女子生徒で、酪農科学科1年生→2年生。短髪で小柄、「っス」と言う口調が特徴。両親は公務員であり、数少ない非農家生徒の一人である。
八軒が企画したエゾノー祭の馬術部の出し物を見て感銘を受け、馬術部入部を志望し入学。当初食品科学科の推薦入試に落ちたが定員が1名空いていた酪農科学科に一般入試で合格した根性の持ち主であり、同学年の部員が次々と辞めていった中唯一残った。
頑張りが空回りすることもあるが真摯な世話をするため馬がよく懐き、「安心して馬を任せられる」と先輩一同からも信用を置かれている。一方で農家の常識をよく知らないこともあって入学当初の八軒と同じくしばしば動揺する他、純粋な性格ゆえ先輩に遊ばれることもある。
コミックス15巻の描き下ろしにおいて、一般から農業高へ進学し馬術部コースというファンレターをいくつももらっていることから、そういった読者を想定し、名前を未設定にする旨が描かれている。
石山 健太(いしやま けんた)
声 - 村瀬歩（ただし、中学生時代）
八軒の2年後輩で農業土木工学科1年生。占冠村トマム中出身。アキと同じ馬術クラブに所属していた。1年生ながら夏の大会出場メンバーに選ばれる実力の持ち主。男の子らしく「大きな機械」に興味があり、罰当番覚悟で寮を脱走して巨大コンバインを見に行った。

### ホルスタイン部
睦 信秀（むつみ のぶひで）、開進 誠（かいしん まこと）、豊原 栄介（とよはら えいすけ）
声 - 高橋伸也（1人3役）
酪農科科学3年生 → 卒業。美しいホルスタインの飼育、手入れなどに余念がなく「美牛」と書いて「おんな」と読むほどホルスタインを愛して已まない一団。乳牛のカタログをポルノ本のように観賞していたため八軒らから呆れられていたが、牛に関することであれば飼育は勿論、バイオテクノロジーの問題から品評会における体毛のカットに至るまで幅広く豊富な知識を誇るインテリ軍団。
ホル部の部員はこの他に八軒のクラスメイト相川と二又がいるが、前述の3人のキャラの濃さから、彼らと同類と思われて半ば風評被害のような形で女子には敬遠されているとのこと。

### 教職員
桜木 義久（さくらぎ よしひさ）
声 - 川原慶久
1年D組担任を務める男性教師。担当教科は国語。白髪交じりのオールバックが特徴。校則違反や危険が伴うことには厳しい態度で接するが、それ以外は基本的に生徒の自主性を尊重する方針。ピザ作りのために奮闘する八軒や他の生徒たちのことも黙認し見守っていた。文化祭の当日に倒れた八軒の見舞いに行った際には、八軒の父親の罵倒を毅然とした態度で受け入れ、八軒に侘びの言葉をかけた。八軒たちが卒業した4年後も、変わらずエゾノーで勤務しており、嘗ての八軒と同様に起業を希望する生徒に八軒の話を聞かせている。実写版では、担任が中島先生に変更されたため、登場しない。
八千代 徹也（やちよ てつや）
声 - 堂下勝気
畜産担当の男性教師。スキンヘッドとめがねが特徴でアロハシャツを好んで着ている。「北海道の牛は全国平均より大きいために参考にならない」として教科書を使わず自分で用意した資料を生徒に配布し、前もって教科書で予習していた八軒を愕然とさせる。八軒が豚丼を買い取ったことが校内の話題になった際には、屠畜場の映像を見せる自主参加の授業を行った。
白樺 樹（しらかば いつき）
声 - 西村朋紘
通称「ニワトリ先生」。鶏舎棟を管理する男性教師で、生徒たちの朝夕の当番実習を担当する。鶏冠のような髪型と嘴のような唇が特徴。ことある毎に炊き立てご飯を生徒のために用意したり、輓馬コース設営に夜遅くまで手を貸したりするなど、面倒見の良い性格。常に迷彩柄のシャツやパーカーを着ており、八軒の中では「兵卒（＝生徒）を統率する上官（鬼軍曹?）」というイメージらしい。家畜の世話への心構えをよく説き、「お前たちは家畜の奴隷だ！」が口癖。
中島 美雪（なかじま よしゆき）
声 - 増谷康紀 / 演 - 中村獅童
馬術部顧問の男性教師。担当教科は食品化学。釈迦如来のような半眼微笑を湛えた神々しい顔立ちと、どじょう髭が特徴。時に後光のようなオーラを醸し、怒りを表すときは明王が背景に現れることもある。普段は仏のように温厚で生徒に対しても丁寧語で話す紳士的な教師だが、休日は競馬場に足繁く通う筋金入りのギャンブラーであり、学校の畜産管理棟の責任者であることを利用して備品や機材を私物化し、密かにチーズを自作するような、妙に俗物な一面も持ち合わせている。後に吉野に弱みを握られてしまい、秘蔵のチーズを度々強奪されるようになる（後にエゾノー祭での馬術部の出し物の景品としてチーズを全て持っていかれてしまい、ショックのためかしばらく欠勤した）。また、進級後にチーズ研究会々長に就任した吉野がコスト度外視の言動を繰り返すため、こちらにも頭を痛めている。
名前について、「みゆき」ではなく「よしゆき」と読むと、コミックス5巻146ページで強調されている。実写版では彼が1年D組の担任を務め、唯一性格が変更されている。
富士 一子（ふじ いちこ）
声 - 湯屋敦子 / 演 - 吹石一恵
豚舎棟を管理する女性教師。キャップにサングラス、首には認識票、グラマラスな肢体にはフィットしたTシャツ、迷彩柄のカーゴパンツに半長靴という、軍隊の教官のような服装と口調が特徴。狩猟免許および猟銃を所持しており、縁日の射的では正確な射撃の腕を披露している。「豚」は一般的に侮蔑の代名詞のように使われることが多いが、その先入観を改めるよう指導。体脂肪の少ない筋肉質の体や本来の賢い本質を生徒たちに説くが、当人は他人を罵倒する際に「ブタ」という単語を好んで使っている（本人は褒め言葉のつもりらしい）。豚丼の肉からベーコンを作った際には、「発酵食品と加工肉の親和性を云々（アニメでは「親和性を検証する」に変更）」と称し、校内で堂々とビールを出しており、その後も八軒たちの三年次にてピザ祭りを行った際には「ビール案件だな」と懐から取り出すなど、常に携行している（この時点では教職を辞しているため校内飲酒は問題ないとのこと）。実家はかなり裕福な模様。
八軒たちが目指していた「学生起業」や「成績底辺からの国立大受験」などに感化され、八軒たちが2学年終業時をもって、「猟師になる」夢を叶えるために退職した。その後、自分で狩った熊の胆や熊の手を八軒たちに送っている。
校長（北加 伊道（きたか これみち））
声 - 三ツ矢雄二 / 演 - 上島竜兵（ダチョウ倶楽部）
コロポックルを思わせる非常に小柄な男性で、髪の毛を1本残して頭頂部が禿げ上がっている。いつもニコニコしており表情の変化に乏しいが、喜怒哀楽は頭頂部の頭髪で表現される。自分の馬を馬術部に預けており、中島が秘かにチーズ作りを行っていることも知っている。校長自らが生徒の悩みを察知して、指針を示すアドバイスをさりげなく行い、諭すことがある。
名前は本編中では明らかにされておらず、コミックス15巻特装版制作時に定められた。
轟 剛（とどろき ごう）
声 - 内海賢二
体育教師。大柄でボディービルダーのように鍛え上げられた逞しい肉体、立派な口ヒゲをたくわえている。エゾノー祭で輓馬の公開実演・人間輓馬に参加して、ブラックキング号に勝利するなど、場を盛り上げた。卒業式では卒業証書を受け取ろうとしない大川を押さえつけ無理矢理卒業証書を受け取らせた。
南 正隆（みなみ まさたか）
声 - 小林正寛 / 演 - 福吉寿雄
牛舎棟を管理する男性教師。細い眉毛と三白眼、もみあげまで繋がる、たっぷりと蓄えたフルフェイスの髭が特徴的。筋肉質な体型。八軒とアキがエゾノー祭で輓馬をするための土地を貸してほしいと交渉に行った際には「何haほしいの？」と豪気に答えていた。
太平 洋（たいへい ひろし）
声 - 蓮岳大
園芸を担当する男性教師。糸目と茄子のような鼻が特徴。
清川 弥介
声 - 不明
牛舎棟の作業を担当する男性教師。色黒でたらこ唇、頭にタオルを巻いているのが特徴。
冬島 勝市（ふゆしま しょういち）
声 - 平野俊隆
学生寮の管理人で寮長。白髪に眼鏡の風貌が特徴。
広野（ひろの）
声 - 飯島肇
八軒はじめ五人がハーベスター見学に無断外出した日に学生寮・宿直を担当。面倒臭がり。
岩内（いわない）
声 - 山本兼平
野球部の監督。良くも悪くもエゾノー生の性質を熟知しており、「試合に勝ったら食事を奢る」ことで部員たちのやる気を引き出していた。駒場が1年秋の大会後に退学した後、部員たちに「退学したことを後悔させてやれ」と発破をかけた。

### エゾノーで飼育されている家畜たち
ブラックキング号
馬術部で飼育されている黒馬、所有者は校長。日本輓系種。第1話で八軒を捜しに来たアキが騎乗していた馬。その巨大な体躯や鋭い目つきは八軒に世紀末覇者の愛馬を連想させたが、実際は働き者で優しい性格の持ち主。エゾノー祭で輓馬の公開実演を行った際に活躍した。
マロン号
馬術部で飼育されている騎乗馬。サラブレッド。白く美しい毛並みを持つが、目つきは不細工。知性とプライドが高く、初対面で自分の顔をけなした八軒を鼻で突き飛ばして以来、嫌がらせをして困らせたり怒らせたりすることもしばしばある。騎手を観察する癖があり、騎手の考えを敏感に察する。騎手を見下している間は指示をほとんど聞かないが、騎乗馬としての実力は優秀で騎手が自分を信頼していると感じ取ると、本領を存分に発揮した素晴らしい走りを見せる。
元々は競走馬で中島によると「足が速くていいところまでいった」ようだが、ゴール寸前でカメラの方を向き1位を逃してしまうなど「サービス精神が旺盛」故に成績を残せなかった。
エビス号
馬術部で飼育されている騎乗馬。アングロ・アラブ。元々は乗馬クラブに勤めていたが、倒産で行き場を失っていた。
ミヤコ号
馬術部で飼育されている騎乗馬。サラブレッド。元々は競走馬で地方競馬で成績を残せなかった。
豚丼（ぶたどん）
豚舎棟で実習（＝食肉）用に飼育されている、生まれて間もない雄の子豚。三元交配豚（三元豚）。他の豚と違って、尻尾の半分が白いのが特徴。生後直ぐに行う兄弟間での上下関係を決める競争に敗れて、母乳の出が豊富ではない乳房に押しやられたため他の兄弟たちより発育が悪く小柄。彼を哀れんだ八軒が名付けようとしたが、いずれ確実に食肉にされる「家畜」に情が移ることを心配した女子らのアドバイスで「豚丼」に決まる。その直後、3ヵ月後に食肉になることが判明。後に予定通り出荷され、屠畜される。数日後、出荷前に「豚丼＝食肉」を買い取った八軒のもとに豚肉となって届けられた。
ベーコン
豚丼が出荷された後、あらたな飼育教材としてやってきた子豚のうちの一頭。豚の飼育は二度目であり、皆は「今度は名前はつけないでおこう」と言ったにもかかわらず、「達観して満足してそこに居座るのは嫌だ」と勇吾が名づけた。
のちに飼育から加工、販売までエゾノー学生で行う「豚肉ファンド」の投機対象となり、蝦夷農生による模擬六次産業の礎となった。
副ぶちょー（ふくぶちょー）
声 - 種﨑敦美
馬術部で飼われている雑種の子犬。第5巻で登場。校内の清掃活動中に八軒がゴミの中から拾った犬で、八軒たちの希望により番犬として馬舎内で飼われることとなった。大川による手作りの犬小屋が与えられており、常盤が作った餌代用の募金箱を首につけている。『副ぶちょー』という名前は、名前が決まるまでの便宜的な呼び方で「（八軒）副部長の犬」と呼ばれていたのが略され、名前として定着してしまったもの。拾い主である八軒には当初懐かず舐めていたが、舐められることを危惧して奮起した八軒の躾により短期間で従順な姿勢を見せるようになり、彼に「常盤よりもの覚えが良い」と感涙させた。
当初は「副部長」と記されていたが秋の巻(11)以降「副ぶちょー」とされ、第6巻巻頭キャラクター紹介も「副ぶちょー」と記されている。
第5巻で獣医に予防接種された時には書類にしっかりと「名前：副部長」と記されていた。

### 生徒の家族たち

#### 八軒家
八軒 慎吾（はちけん しんご）
声 - 小西克幸
勇吾の実兄。初期のカブを乗り回している。体格がよく、表情豊かによく笑い、軽いノリで冗談をよく飛ばすなど弟の勇吾とは正反対で非常にマイペースな性格である。勇吾からは「話が通じない・噛み合わない」と言われ、その価値観の相違から敬遠されている。
勇吾が秀才タイプであるのに対し、慎吾は要領よく勉強をする所謂「天才」タイプであり東京大学入学も難無く突破した。勉強のコツをノートにまとめて残しているが、字は弟と対照的に乱筆気味。
勇吾と同じく味覚のセンスは良いが、料理のセンスは本人も自覚しているほど悪く、なぜかカップラーメンでさえ不味く作れてしまう。
父の家長としての威厳を尊重して東大に入学したが、自分の意思ではなかった進学（志望校）だったこともあり反発心を抱いていたため中退し、とあるラーメン屋の味に感銘を受けて主人（師匠）に弟子入りする。勇吾と再会した時には、師匠の「究極の食材を集めて来い」との命令で全国を旅している途中だった。将来はのれん分けしてもらい、自分の店を持ちたいと考えている。
食材集めで北海道内を巡っている途中、勇吾と連絡が取れないことを心配した母の頼みで、エゾノー経由で御影牧場を訪れ、アルバイトに勤しむ弟と再会。以前に比べ、生き生きとした生活を送っている勇吾の近況を喜ばしく感じており、両親にもその旨を伝えて応援の意思を示している。その際、御影牧場の面々に自身の不味いラーメンを振る舞い、エゾノーでの経験で舌が肥えていた勇吾に大ダメージを与えた上、アキには「お兄さんはいつかラーメンで人を殺しそう」とまで言われている。御影牧場を去った後も旅費を稼ぐためエゾノー近辺に滞在しており、たびたび勇吾と鉢合わせては動揺させている。夏祭りの焼きそば屋台では食い気に逸るエゾノー生を自身の焼きそばで全滅させて以降、エゾノー生からは「殺人焼きそばの人」として知られている。
天真爛漫で能天気な言動が目立ち、それが原因で勇吾の神経を逆撫でさせることも多いが、慎吾自身も未だ自分を模索しており、時折その内心を吐露する場面がある。両親と距離を置きたがる勇吾に両親と向き合うようしばしば諭しているが、自身も父・数正と鉢合わせしたときに逃げ出すなど顔を合わせることを避けており、母・美沙子と連絡は取りつつも結婚するまで帰省は長くしていなかった。年末に稚内の宗谷岬近くで遭難していたところを助けられたロシア人・アレクサンドラと両親に無断で結婚し、勇吾の度肝を抜いた。結婚後は札幌のアパートに住み、妻の勧めでインターネットを通じての家庭教師をしており、ラーメン屋の開業資金も貯めるつもりでいる。勇吾により、2年の夏から南九条の家庭教師を依頼される。それでも3年の夏でオール2の結果に「人生初の挫折」をした。それでもどうにか彼女を卒業させることには成功し、彼女の親戚一同や担任である旭山から悉く感謝を述べられている。
八軒 数正（はちけん かずまさ）
声 - 堀内賢雄 / 演 - 吹越満
八軒兄弟の父。職業はサラリーマンだが、普段から固く厳つい顔つきを崩さない上に鋭い目つきのせいもあって、動物からは畏怖され初対面の人（特に勇吾と同世代の学生）にはヤクザと勘違いされている（本人に自覚は無い）。己の本分・稼業を全うすることに重点を置き、息子たちに対する姿勢も「学生の本分は学業である」と一貫しており、学業以外のことに興味は基本的に示さない。その考えに背くように東大を中退した慎吾と、進学校からエゾノーへ入学した勇吾を、この時点では「碌でもない」と非難している。家族とあまり会話がなく、正論で立つ瀬もないまでに追い詰めてしまう傾向があるために、勇吾がイメージする父は背中を向けたまま冷徹な言葉を発する姿が多い。エゾノー祭の準備で忙殺されて過労で入院した勇吾にも心配とは思えない心無い言葉を投げつけ、見舞いに来た担任の桜木にも勇吾の過労は学業に専念させていなかった学校の管理体制が原因だと強く罵倒した。ただし表情や口調を省けば内容のほとんどは至極真っ当なものであり、多摩子以上に冷徹で徹底したリアリスト。
実はノイローゼからエゾノーに進んだころの勇吾に関心を向けなかったのは当時の勇吾を「（自分の考えを持たず）周囲に流されていただけ」と評価していたためであったと思われ、それまでの罵倒も「勇吾自身の思い・考え」を問う意図があったらしく、勇吾が一時帰省した際に自分に向かって反論して以降は「本気には本気で返す」という姿勢を見せている。その後の言動から勇吾が努力しかつ成果を出していることに対しては内心で好意的に評価している様子がうかがえるが、小さな満足や安易な妥協に終わることを許さないのは相変わらずなので外見的には厳しい対応になってしまう。逆に言えば、それだけ（現在の）勇吾の将来性を高く評価しているということでもある。
慎吾の結婚については、言質はないものの息子夫婦の前で普段以上に表情が固くなっており、かなり戸惑っている様子。
豪志とは異なり、御影との仲は認めている模様で、彼女から「八軒君が口先だけの人じゃないって、私が証明します（八軒に勉強を見てもらい、大学に合格すること）」と約束され、エゾノーの卒業式にて再会した彼女から「八軒君のこと、信じて上げて下さい」と言われるが、それに対して「もう信じているし、一人前だと思っている」と返す。
八軒 美沙子（はちけん みさこ）
声 - 今井由香 / 演 - 宮本裕子
八軒兄弟の母。2人とも顔立ちはどちらかというと母親似である。昔から子どもたちのことを考えて手料理を作っており、それが結果として勇吾と慎吾の味覚センスを育んだことに繋がっている。
高校進学とともに寮生活に入り、夏休みも帰郷しなかった勇吾を気に掛けているが、強気で厳格な夫に逆らえず、気後れしている様を子どものころから見ている勇吾は、心配の言葉を綴った母からのメールも「今更」と素直に受け入れることができず反発していた。夫や子どもたちに気を回しすぎた言動が裏目に出ることもある。夫と結婚した理由は「笑顔が素敵だったから」とのこと。
久々に帰省し食事を共にした勇吾が夫に初めて反抗するなど成長した姿を目にし、彼の高校生活を何も知らなかったことにショックを受ける。その生活ぶりを知りたいとの思いが募りエゾノーを訪れ、カルチャーショックを受けながらも彼の成長ぶりを目にする。そして勇吾と和解を果たし、札幌へ戻っていった。その後は勇吾の夢を後押しする姿勢を取り、下宿にも賛成した。
慎吾の結婚については、言質はないものの息子夫婦の前で機嫌の良さそうな笑顔を見せており、歓迎している様子。
アレクサンドラ・ドロホヴィチ
慎吾と結婚したロシア出身の巨乳美女。日本語は片言だが堪能（勇吾には当初日本語が通じないロシア人と思われていた）。いつもニコニコした穏やかな女性だが、日本の常識を超えた発言で勇吾たちを唖然とさせる。慎吾より年上で、ソビエト連邦の崩壊とその後の混乱などで苦しい生活を味わってきたためか、慎吾との不安定な結婚生活にすら前向き。その上単行本のおまけページでは作中で唯一慎吾の料理を笑顔で食べるタフさを見せている（もっとも最初に食べた時は凍り付いていたが）。正月は八軒家で迎えている。幼少時のゴタゴタで満足に学校に通えなかった経験を持ち、慎吾にインターネット家庭教師を勧めた。馬好きで鞍なしの馬にも乗れ、同じく馬好きのアキとも意気投合する。勇吾が3年の冬（12月10日）に3,580グラムの子を出産、母子ともに健康。
八軒 麦（はちけん むぎ）
慎吾とアレクサンドラの子、女の子。目つきが祖父（数正）に似ており、勇吾からは「眠れるロシアの血よ！早く目覚めるのです！（母親似になってくれ）」と懇願されている。オマケページでは、叔父・勇吾から将来の夢について聞かれた際、「ロシア大統領」と答えている。

#### 御影牧場
御影 豪志
声 - 小山剛志 / 演 - 竹内力
アキの父親。持病のヘルニアが悪化したため、アキが夏休み帰省する期間に合わせて手術・入院をする。その間、八軒が住み込みのアルバイトとしてやってきたが、溺愛している愛娘のアキを取る（恋仲になる）のではないかと過剰なほど心配して、初対面からいきなり「認めんぞ！」「手ぇ出すなよ！」などと威嚇・警戒した。アルバイト後もアキに関することで八軒を警戒している様子。厳つい顔立ちと愛想の無い口の悪さで話す癖があるが悪気はない。八軒のことを「バイト」と呼ぶ。8巻で御影牧場の社長業をアキの祖父から受け継いでいる。
御影 政子
声 - 大浦冬華 / 演 - 安澤千草
アキの母親。八軒がサラリーマン家庭の次男と聞き、八軒の婿入りと跡継ぎを期待して夫にしばしば提案しているが退けられている。さり気ない言葉でアキや八軒を励ます気の良い女性。アキの面立ちは母譲り。
御影 大作
声 - 佐々木睦 / 演 - 石橋蓮司
アキの祖父で御影牧場社長（社長業は8巻で豪志に明け渡している）。面倒見の良い気のいい老爺で、アキが「じいちゃんほどじゃない」と言うほど馬好き。八軒にエゾシカの解体を指南した。
借金返済とアキの学費調達のために所有していた馬を手放してからは手持ち無沙汰な日々を過ごしていたが、八軒と大川の放牧養豚に協力することとなり、空いていた馬小屋を豚小屋に改装する仕事では生き生きとした表情を見せた。その後も2人が顔を出せない間は豚の世話をしているとのこと。
八軒たちの卒業から4年後、GINSAJIで農地を広げるべく、豚を用いて荒れ地の開墾を行い、その地の見回りを南九条家より連れてきた道産子で行うことを決めた大川よりその世話を任され、久しく馬の世話をすることに目を輝かせていた。
御影 サト
声 - 小野洋子 / 演 - 稲川実代子
アキの祖母。高齢だが農作業を現役でこなす、かなり気丈夫な老女。普段は温厚だが仕事に関しては手厳しい。政子同様、八軒の婿入りと跡継ぎを期待している。
御影 志乃
声 - 久保田民絵
アキの曾祖母で御影牧場会長。明治生まれの107歳（登場時）であり、北海道開拓時代の生き証人。小柄な老婆で普段は寡黙だが、時に的を射る言葉で諭すこともある。動物が本能的に恐れを抱くほどの覇気を放つ。御影家の人間では唯一、慎吾の作る料理を「開拓時代に食べた豚のエサのような飯に比べれば美味い」とまともに食べていた。八軒たちの卒業から4年後、既に故人となっており、仏壇に遺影が置かれていた。
御影 優志
声 - 蓮岳大 / 演 - 哀川翔
アキの叔父（豪志の弟）でばんえい競走馬の調教師。アキがエゾノー祭で輓馬を行うことを相談した際、使用していない馬そり2台を貸与し協力した。八軒の下宿先を探して紹介するなど、面倒見が良い性格。
つん
御影家の飼い犬。雑種犬。

#### 駒場牧場
駒場 菜実
声 - 松井菜桜子 / 演 - 西田尚美
一郎の母親。夫亡き後は子どもたちに手伝ってもらいながら、独りで牛の面倒を見ている。各牛の個性を把握し牛を簡単に処分しないなど、飼っている牛への情は深い。離農後は酪農ヘルパーの正職員となり、御影家へ借金を返すために奮闘している。
駒場 二野（こまば にの）、駒場 三空（こまば みそら）
声 - 後藤麻衣 / 演 - 高城樹里（二野）、高城紅里（三空）
一郎の妹で一卵性双生児。全く同じ顔立ちの上おそろいの衣装のため、ほぼ見分けがつかないが、ツインテールの髪留めの色が違う（二野は赤、三空は青）ので、識別は可能。幼いながら、忙しく働く母の手伝いをしている。酪農家の生まれらしく生き物の生死や食肉に関してシビアな考え方の持ち主。実家の離農後は給付型奨学金を利用しての大学進学を目指し、勉強に励んでいる。兄に活を入れるために大作と共謀するなど、年齢に似合わず聡い部分がある。
バース
駒場家の飼い犬。雑種の中型犬の成犬。家畜運搬業者から「良い番犬だ」と言われていた。

#### ギガファーム
稲田家の父
声 - 大川透
稲田兄妹の父親。ギガファームの社長でもある。小柄で肥満体ながら美形の顔立ちで、タマコそっくり。
稲田家の母
声 - 斎藤千和
稲田兄妹の母親。夫や子どもたちと目鼻立ちが似ている。八軒やアキがタマコの姉だと勘違いしたほど若々しい。タマコよりも表情のバリエーションが多い。
ポチ
稲田家の飼い犬。ドーベルマン。稲田一家と目鼻立ちが似ている。

### エゾノー外部の人物・動物
白石 総（しろいし そう）
声 - 川島得愛
新札幌中時代の八軒の担任教師。学校内の競争に敗れ無気力となった八軒の心労を察し、エゾノーへの進学を勧めた。卒業後も八軒のことを気に掛けている。
医師
声 - 森崎博之
ばんえい競馬の施設内にある診療所に勤務する獣医師。猫と一緒にいる。八軒に「獣医となるのに必要なもの」を問われた際に「殺れるかどうかの覚悟」と答えた。
獣医
声 - 加藤将之
授業にて牛の直腸検査の際に特別講師として来校。副ぶちょーに狂犬病予防を接種し、飼育している八軒を誉め称えながら予防接種代の領収書を自然に渡した。
ミカゲホマレ
御影牧場生産のばんえい馬。御影優志厩舎所属。八軒らが1年のゴールデンウィークに新馬戦出場、3位の成績を残す。八軒らが3年の11月30日にも現役で出走している。
高倉号（たかくらごう）
御影が所属している熊牛乗馬クラブで飼育されている乗馬で、種類は道産子。敏捷性に優れ、騎乗者の指示をよく聞くので、初心者には人気の馬。
南九条 あやめ（みなみくじょう あやめ）
声 - 矢作紗友里 / 演 - 黒木華
清水西高校1年生の女子生徒で、アキの幼馴染。駒場一郎とも顔見知りである。金髪縦巻きロールの髪と左アゴの黒子が特徴の美少女。しかし農家の後継ぎといえば大体入学できてしまうようなエゾノーの推薦入試に落ちている。学校の成績も体育以外は清々しいほどのオール1だが、何事においても自分がナンバーワンであることを信じて疑わない彼女にとっては美しい数字が並んでいるのであまり気にしていない。
上川郡清水町農協の組合長の孫娘であり、プライドが高く高飛車でお嬢様然としているが両親を「お父ちゃん、お母ちゃん」と呼んだり、弁当のおかずを無邪気に楽しみにするなど、実はごく普通の農家の育ちである。ただし、それを隠すようなこともせず、常にハイテンションでプラス思考、一種独特なオーラを醸して振舞うため、人目を引く愛されキャラになっている。また、困っているアキを多くを聞かずに助けるなど、根はいい人物。自身が落ちたエゾノーに八軒が一般入試で入学したことを知ると、逆恨みして一方的にライバル視するようになる。
アキを一方的にライバル視しており、彼女を「ギャフン」と言わしめたいがためにアキが得意としている馬術を始めた。乗馬を始めてからその素晴らしさ（他人を見下ろせる高い視点）に目覚め、外国からドロイヤル号という愛馬を取り寄せ所有し、さらには清水西高に馬術部を創設する熱の入れようだが乗馬自体はまだ初心者。従順で賢いドロイヤル号があやめをフォローしている節が多い。2年になっても部員は自分ひとりだけだが「私がオンリーワンでナンバーワン」とあまり気にしていない。
エゾノー祭以降は度々登場しており、駒場の退学により定員に空きができたエゾノー酪農科学科への編入を考えていた模様。2年の夏に御影が大蝦夷畜産大への進学を目指していることを知り対抗意識で自分も進学を目指すことを宣言。しかし前述の通りあまりにも成績が悪い上に近隣に学習塾がないことから慎吾のインターネット学習塾を紹介されるが、翌年の成績は体育以外オール2という惨憺たるものであり、勇吾たちからは「あの慎吾を挫折させた」と畏怖された。
また、同時に大蝦夷畜産大学の入学も遠のいてしまったが、大学のカフェに南九条ブランドのスイーツを卸すことになったという。
ドロイヤル号
南九条の乗馬。にわか成金の南九条家が娘あやめのために金に飽かしてヨーロッパから買い求めた最上級の馬術馬。上流階級のためにしつらえたかのような白毛のうえ、障害飛越技術も超一流、さらには騎手への従属心も完璧。しかし馬体の後方への攻撃癖があるため、尻尾に「赤い飾り（蹴り癖ありますという表示）」をつけている。
沙流川（さるかわ）
八軒らが3年の時の馬術大会で対戦した、日高農業高校の馬術部員。西川と同じ新ひだか第4中学出身。対戦相手へ「心理戦」と称して女性部員へナンパをしかけるという性悪。大会でも「ゆさぶり」と称して御影をナンパし、かつての同級生である西川を貶めるが、それに腹を立てた馬術部男子部員の逆撃に精神をズタズタにされ、団体戦はもちろん翌日の個人戦でも集中力を奪われていいところなく大会を終えてしまった。
清畠（きよはた）
八軒らが3年の時の馬術大会で対戦した、日高農業高校の女子馬術部員。沙流川と違って常識人。大会で八軒や御影と知己となり、大蝦夷畜産大学の推薦入試会場で再会、同性かつ馬術部出身ということから御影と意気投合した。推薦入試の合否については不明。
元ぶちょー（もとぶちょー）
就職浪人状態の大川がバイト先よりバイト代の現物支給としてもらった豚で、メスのバークシャー種。当初はある程度肥育して食べるつもりで名前も適当につけたのだったが、雑食性ゆえに「おぞましいもの」も食べるため、食用として食べるのを嫌っていた大川にアキからの提案で食用から繁殖用に変更された。これにともない、放牧豚のテストケースとして御影牧場で飼育されることとなった。
アグネス号
八軒らが3年の時に参加した馬術大会で使用された馬。日高農業高校所有。かなりの荒馬だが、じつは「メガネ萌え」というきわめてニッチ（後輩・言）な性格。メガネをかけていれば性別関係ないようで八軒のメガネを借りた御影にも萌えたほか伊達メガネでもいいようだが、メガネがなければ同じ人間でも冷たいという非常にはっきりした好みをしている。
アンドレ
吉野がフランスで出会った黒人系のボーイフレンド。彼女と共にチーズの勉強をしており、吉野曰わく、「チーズオタク神レベル」と評されるほど、チーズに対する味覚や知識は深く、何よりも性格が合うとのこと。また、吉野が西川から卒業の際にDVDを渡されていた『くのしす』の大ファンで、そのアニメの影響で日本語もとても流暢に話せる。西川を「ニシカワ氏」と呼んで心の師としており、八軒たちの卒業から4年後、彼女と共にチーズの食べ歩きと西川とのアニメの聖地巡りを目的に日本を訪れる。

## 作品舞台・用語
大蝦夷農業高等学校（おおえぞのうぎょうこうとうがっこう）
通称「エゾノー」。北海道帯広市米田町西に位置する農業高等学校。農業科学科・酪農科学科・食品科学科・農業土木工学科・森林科学科の5つの学科があり、モデルの北海道帯広農業高等学校の学科と同じ。家畜の飼育や農作物の育成も手掛けており、家畜の飼料を含め、全て校内で自給自足が可能な体制となっている。
実習農地・農林・牧場を含めた総敷地面積は全国最大規模を誇り、敷地の外周は約20キロメートルにもおよぶ。農業、酪農、食品の3学科は入学して最初の一年間は寮生活が義務付けられている。野球場やサッカー場、陸上用トラックが2面ずつある。全生徒に部活動への参加が義務付けられているが、文化部はなくすべて運動部で、野球部・柔道部・馬術部・バドミントン部・空手部・バレーボール部・ホルスタイン部（別記）などがある。高校でありながら、受精卵移植やクローンなどの最先端研究設備を持ち、希望者は実践的な研究に参加できる。校訓は勤労、協同、理不尽。
なお、作品のタイトルである「銀の匙」とは、この学校の食堂の入り口の上に飾られている、額に入った銀製の匙に由来し、飾られている理由はヨーロッパの幼児洗礼の慣習に由来する（作中ではこの由来は語られていない）、「裕福な家の生まれ」を意味する"been born with a silver spoon in his/her mouth"（銀の匙を咥えて生まれた)という熟語（お食い初めを参照）であり、多くは貧乏だが最悪でも食いはぐれることはない「百姓貴族」をこの慣用句に込めている。なお、卒業式では卒業生は卒業することで、学校での当番実習や無賃労働から解放される嬉しさにより、毎年誰も泣くことは無いらしい。
豚肉ファンド（正式名称「豚肉を食らう会」）
八軒が最初に世話した豚（豚丼）を自腹で購入してベーコンを作ったことから、｢二匹目のドジョウ｣をクラスメイトたちが期待するも経済的理由から無理と言われた時、｢みんなで少しずつ金を出し合えばいいのでは？｣と提案され、皆が了承。八軒が責任者・稲田が経理担当となって学校公認のプロジェクトとなった。育てた豚の出荷、屠畜の見学、実際の加工、販売（販売方法の研究）、実食と、｢（育てた豚に）最期まで付き合う｣という富士先生の提案にも乗り、1年酪農科学科の生徒たち（および、西川や別府など）にとってはこの上ない成長の機会となった。
このプロジェクトは後輩たちにも受け継がれ、八軒が3年になった時にもベーコンを燻製するための煙が上がっているのが描写されている。
発足当初から、出資者名簿には「豚肉を食らう会」と記載されており、計画書もこの名称で富士先生に提出されていたが、肉を買える機会を嗅ぎつけた池田が出資した際に｢やったー、豚肉ファンド!（に投資できた）｣と叫んだことで「豚肉ファンド」が通称として広まることとなった。
大蝦夷工業高等学校（おおえぞこうぎょうこうとうがっこう）
大蝦夷農業高等学校と直線距離で6キロメートルの場所にある学校。通称「エゾコー」。年に1回、エゾノーとの間に「農工戦」と呼ばれる交流体育祭が開かれる。男女比率はエゾノーより偏っており、女子はクラスに1人か2人。
大蝦夷畜産大学
大蝦夷農業高校と隣接している大学で、アキの志望校でもある。アキなどの話によると、馬術部の成績が良いという。
御影牧場
アキの実家。JR十勝清水駅から軽トラックで移動できる範囲内にある。アキの両親と祖父母・曾祖母で運営している家族経営の牧場。乳牛約60頭とばんえい用の重種馬を飼育しているほか、カボチャ、キャベツ、ニンジンといった作物も栽培している。周辺に民家は無く携帯電話も圏外で、いちばん近いイトー〇ーカドーですら100キロも離れた場所にある。
駒場牧場
一郎の実家。一郎の母が実質ひとりで運営している牧場。御影牧場の近所（約8キロ先）にある。乳牛を約20から30頭飼育しており、その多くが年寄り牛。携帯電話は圏外。
後に借金が返しきれなくなり倒産、駒場家は離農することになる。
ギガファーム (GIGA FARM)
タマコの実家。4軒の農家と従業員10数名で運営している共同経営農場。牧草地は300ヘクタール以上で、乳牛は約800頭いる。御影牧場や駒場牧場とは違い携帯電話の圏内であり、敷地が広いため社員同士の連絡に携帯電話を使用している。大規模経営のメリットを活かし、効率の良い生産を確立させ、従業員の安定した収入や休暇を確保している。
帯広競馬場
御影の叔父が調教師をしている競馬場。世界で唯一「引き馬」での競馬を開催している。叔父いわく「運営は厳しく、根強いファンのおかげで命脈を保っているが、この先不安だらけ」な状況。
緑ヶ丘公園
生徒たちがエゾノーの寮から遊びに行ける程度の距離にある公園。エゾノー夏休み後の晩夏には「夏祭り」が、冬休み後の厳冬期には「氷祭り」が開催され、「灰色の農高生活」の中での思い出づくりに一役買っている。
祭りでは「食べ盛りのうえ労働で腹減らしてるエゾノー生」と「祭りを盛り上げるために大量の食べ物を作る大蝦夷屋台連合」との熾烈な戦いが繰り広げられる。
大蝦夷神社
エゾノーの近所にある神社。北海道開拓に伴い創建された神社で、馬をかたどった全国でも珍しい絵馬がある。なお第10巻特別版には、この大蝦夷神社の絵馬という設定で馬の形をした国産杉のミニ絵馬が付属した。
モデルは帯廣神社。
男風呂ヨーグルト
常盤が作成している自家製ヨーグルト。その味は八軒の母のお墨付き。命名八軒。農場からもらった牛乳に市販のヨーグルトを少量混ぜて40度前後の状態を数時間維持して完成。しかし常盤は牛乳温め（発酵）を寮の男子浴室で行っているため、その事実を知っている生徒たちからは極めて不評。ヨーグルトの一部を種として保存し再作成するなど、定期的に作り続けている。帰省する八軒の土産となったほか、退寮記念闇鍋の隠し味に使われたり、エゾノー祭のタンドリーチキンの材料になるなど、随所に登場する。
ニコたん
作中に登場するギャルゲー「剥きむきメモリアル（通称むきメモ）」「迷える子羊学園」のヒロイン。腰まであるツインテールが特徴。西川が愛してやまないキャラクターであり、フられた時は公共の場（娯楽室）で号泣している。完全限定生産盤に同封されているドラマCD『激録! 農工戦の裏側に潜む罠!? 女子♀編』では声も出ている（キャスト名は不明）。
㈱GINSAJI
大川が社長、八軒が副社長として設立予定の会社。放牧豚（御影豚と命名された）飼育および精肉と加工食品の販売を主とした事業を展開予定だが、最初にして主な出資者である数正の了承を得られないことや大川の胡散臭い人柄などから、設立前から株価大暴落状態となっている。それでも、自己資本で可能な範囲で飼育･加工･販売を行って実績を作るという方針に転換し、帯広競馬場で御影豚ベーコンを使ったピザを販売するところまで進展した。
副産業として「大川式移動石窯」の製造･販売も手掛けており、会社の重要な収入源となっている。
御影豚
㈱GINSAJIが主力商品として手掛ける放牧豚のブランド名。大川がバイト先からもらった黒豚（バークシャー種）を繁殖させ、商業ベースにのせたもの。ブランド名は放牧地を貸してくれた御影牧場より。
ただし、「自分が豚と言われているようで嫌だ」とアキには不評であり、再三にわたって改名を求められているが全て却下されている。

## 展覧会
2021年1月8日、連載開始10周年を記念した初の大型展覧会「銀の匙 Silver Spoon展」について発表され、同年3月8日から21日まで東京・松屋銀座にて開催された。
2022年1月14日、本作の連載開始10周年を記念し、2021年に開催された展覧会の巡回展となる「銀の匙 Silver Spoon展」の開催が発表される。同年7月16日から9月11日まで北海道の札幌芸術の森美術館、9月17日から12月4日まで北海道立帯広美術館にて開催される。

## 書誌情報

### 単行本
- 荒川弘『銀の匙 Silver Spoon』小学館〈少年サンデーコミックス〉、全15巻
  1. 2011年7月15日発売、ISBN 978-4-09-123180-2
  2. 2011年12月14日発売、ISBN 978-4-09-123427-8
  3. 2012年4月18日発売、ISBN 978-4-09-123653-1（通常版）
    - 銀のスプーンつき特別版、ISBN 978-4-09-159118-0 - 荒川監修の燕三条製・銀のスプーン（15センチメートル・馬の刻印）付きの限定盤。

  4. 2012年7月18日発売、ISBN 978-4-09-123772-9（通常版）
    - 銀のスプーンつき特別版、ISBN 978-4-09-159123-4 - 第3巻付録と同じスプーンが付いた限定版（第4巻特別版は小学館プラス・アンコミックスシリーズより発行）

  5. 2012年10月18日発売、ISBN 978-4-09-123886-3（通常版）
    - 銀のスプーンつき特別版、ISBN 978-4-09-159126-5 - ラティー・スプーン2本（12センチメートル・豚と馬の刻印）付きの限定盤。

  6. 2013年1月18日発、ISBN 978-4-09-124169-6
  7. 2013年4月18日発売、ISBN 978-4-09-124285-3（通常版）
    - 大蝦夷農業高校生徒手帳つきの特別版、ISBN 978-4-09-159145-6

  8. 2013年7月11日発売、ISBN 978-4-09-124346-1（通常版）
    - ホルスタイン部タオル特別版、ISBN 978-4-09-159155-5

  9. 2013年10月18日発売、ISBN 978-4-09-124474-1（通常版）
    - オリジナルドラマCDつき特別版、ISBN 978-4-09-159165-4

  10. 2014年1月8日発売、ISBN 978-4-09-124548-9（通常版）
    - 大蝦夷神社・絵馬つき特別版、ISBN 978-4-09-124574-8

  11. 2014年3月5日発売、ISBN 978-4-09-124548-9
  12. 2014年8月18日発売、ISBN 978-4-09-125088-9
  13. 2015年6月18日発売、ISBN 978-4-09-126059-8
  14. 2017年8月18日発売、ISBN 978-4-09-127720-6
  15. 2020年2月18日発売、ISBN 978-4-09-129549-1（通常版）
    - 卒業記念品・スプーン付き特別版、ISBN 978-4-09-943064-1

### 関連書籍
- 『銀の匙 公式ガイドブック 大蝦夷農業高校 青春マニュアル』 2013年8月16日発売、ISBN 978-4-09-124403-1
- 『銀の匙 Silver Spoon』映画版ノベライズ 著：時海結以 2014年2月18日発売、ISBN 978-4-09-230648-6
- 『映画「銀の匙〜Silver Spoon〜」公開記念 中島健人オフィシャルフォトブック 銀の匙デイズ』 2014年2月20日発売、ISBN 978-4-09-101804-5

## 特別番外編
2012年10月から2013年3月まで行われた企画、東北復興支援プロジェクト『ヒーローズ・カムバック』に参加。本作品の番外編が週刊少年サンデーに2週（2013年11号、12号）に亘り掲載された。2013年4月30日発売の単行本『3.11を忘れないために ヒーローズ・カムバック』に収録されている。

### あらすじ
小学生の勇吾は、「ご先祖さまを調べよう」という夏休みの宿題をするために、母親に八軒家のルーツを尋ねた。先祖は屯田兵で、舞台は明治時代に遡る。

### 登場人物（番外編）
ハチ
勇吾のひいひいお祖父さんにあたる人物。福島県相馬の小作人の息子だが、地主に反抗したために無実の罪をでっち上げられて投獄された。その後、樺戸集治監での強制労働に耐えかねて脱獄し、雪山で熊に襲われているところをトクとペクシに助けられる。メガネを掛けており、子孫である勇吾に似た顔をしている。「ハチ」という名前は咄嗟に名乗った偽名であり、本名は不明。
八軒トク
女性であるが強面であったため、ハチもその性別に気づかなかった。旧会津藩士の家系で士族だが、明治維新に際して故郷を失い、東北各地を転々とした末に北海道へ入植した。勇吾の父に似て目つきが険しい（初対面のハチ曰く「人殺しの目」）が、その理由はド近眼なためであり、ハチの眼鏡をかけるとかわいい顔になった。
ペクシ
トクの友人であるアイヌ人男性。父親は和人、母はアイヌ。和人の北海道開拓に協力し屯田村に住み着いていて、片言の日本語で会話する。

## テレビアニメ
2013年1月16日、「2013サンデーアニメプロジェクト」の第7弾としてテレビアニメ化されることが公式に発表された。
2013年7月11日から9月19日まで毎週木曜日24時45分から（初回放送のみ25時10分から）、フジテレビ『ノイタミナ』で第1期が放送された。なお、『サンデー』原作作品がフジテレビでアニメ化されるのは『金色のガッシュベル!!』以来となる。
2013年4月17日、公式サイトにキービジュアル公開。5月24日、キャスト情報公開。6月13日、オープニング曲およびエンディング曲の詳細発表。同日深夜（日付は6月14日）ノイタミナ枠内CMにおいて楽曲公開。併せて放送開始日・放送時間など詳細が公表された。
放送開始に先立ち、同年6月29日には帯広競馬場において第1話の先行上映イベントが行われた。また、同日に開催されるばんえい競馬のレース全てが本番組が協賛する「冠レース」として行われた。同じく6月29・30日に幕張メッセで開催された次世代ワールドホビーフェアのサンデーブースでも先行上映がなされている。
2013年7月5日、「2013ノイタミナラインナップ発表会」にて第2期を2014年1月より放送することが発表され、分割2クールでの放送が決定した。
2014年度にばんえい競馬は大幅黒字となったが、本作も黒字に大きく貢献したことが報道された。
アニメでは衛生上や施設管理上の観点から、ファンによるモデルとなった場所や施設などを訪問する行為は控えるようテロップがなされている。

### スタッフ（アニメ）
- 原作 - 荒川弘「銀の匙 Silver Spoon」（小学館「週刊少年サンデー」連載）[31]
- 監督 - 伊藤智彦（第1期）[31]→出合小都美（第2期）[31]
- 副監督 - 出合小都美（第1期）[31]
- シリーズ構成・脚本 - 岸本卓[31]
- キャラクターデザイン・総作画監督 - 中井準[31]
- メインアニメーター - 千葉崇洋
- 動物デザイン - 室井康雄[31]
- プロップデザイン - 須藤智子[31]
- 美術監督 - 高木佐和子[31]
- 美術設定 - 杉山晋史[31]
- 色彩設計 - 茂木孝浩[31]・土居真紀子（第2期）[31]
- 撮影監督 - 青嶋俊明[31]
- CG監督 - 雲藤隆太（第1期）[31]→門間和弥（第2期）[31]
- 編集 - 西山茂[31]
- 音響監督 - 伊藤智彦[31]
- 音響効果 - 今野康之[31]
- 音楽 - 村井秀清[31]
- 音楽制作 - アニプレックス、フジパシフィック音楽出版
- 音楽プロデューサー - 千葉悦子、岡田こずえ (AMO)、佐野弘明（第2期）
- チーフプロデューサー - 清水博之、山本幸治
- プロデューサー - 斎藤俊輔、森彬俊
- アニメーションプロデューサー - 岩田幹宏
- アニメーション制作 - A-1 Pictures[31]
- 制作 - エゾノー祭実行委員会[31]（アニプレックス、フジテレビジョン、京楽産業ホールディングス、電通）

### 主題歌
第1期
オープニングテーマ「Kiss you」
作詞・作曲・歌 - miwa / 編曲 - Naoki-T
エンディングテーマ「Hello Especially」
歌・作詞・作曲・編曲 - スキマスイッチ

第2期
オープニングテーマ「LIFE」
作詞・作曲 - 山内総一郎 / 編曲・歌 - フジファブリック
エンディングテーマ「オトノナルホウヘ→」
作詞・作曲・編曲・歌 - Goose house

### 各話リスト
| 話数          | サブタイトル           | 絵コンテ   | 演出         | 作画監督                                                             | プロップ作監 | 総作画監督      |
| 第1期         | 第1期                  | 第1期      | 第1期        | 第1期                                                                | 第1期        | 第1期           |
| ------------- | ---------------------- | ---------- | ------------ | -------------------------------------------------------------------- | ------------ | --------------- |
| 第一話        | エゾノーへ、ようこそ   | 伊藤智彦   | 伊藤智彦     | 中井準、松本昌子 千葉崇洋                                            | 須藤智子     | 中井準          |
| 第二話        | 八軒、馬に乗る         | 許平康     | 許平康       | 大杉尚広、松本顕吾 千葉崇洋（動物）                                  | 須藤智子     | 千葉崇洋        |
| 第三話        | 八軒、豚丼と出会う     | 岡村天斎   | のがみかずお | 山本径子 千葉崇洋（動物）                                            | 須藤智子     | -               |
| 第四話        | 八軒、ピザを焼く       | 室井康雄   | 室井康雄     | 室井康雄                                                             | 須藤智子     | 千葉崇洋        |
| 第五話        | 八軒、脱走する         | 藤森かずま | 安藤健       | しんぼたくろう                                                       | 須藤智子     | 中井準          |
| 第六話        | 八軒、御影家に行く     | 出合小都美 | 出合小都美   | 橋口隼人、須藤智子                                                   | -            | 千葉崇洋        |
| 第七話        | 八軒、ギガファームへ   | 許平康     | 許平康       | 松本昌子、猪口美緒                                                   | 須藤智子     | 中井準          |
| 第八話        | 八軒、大失態を演じる   | 村山靖     | 村山靖       | 鈴木伸一、小林ゆかり                                                 | 須藤智子     | 千葉崇洋        |
| 第九話        | 八軒、豚丼に迷う       | 柴山智隆   | 柴山智隆     | 黒木美幸、古住千秋                                                   | 須藤智子     | 中井準          |
| 第十話        | 八軒、豚丼と別れる     | 伊藤智彦   | 伊藤智彦     | 湯川敦之、山本篤史 須藤智子                                          | 須藤智子     | 千葉崇洋        |
| 第十一話      | 走り出せ、八軒         | 出合小都美 | 出合小都美   | 猪口美緒、松本昌子 須藤智子、古住千秋                                | 須藤智子     | 中井準 千葉崇洋 |
| 第2期・秋の巻 |                        |            |              |                                                                      |              |                 |
| 第一話        | 八軒、副部長になる     | 出合小都美 | 曽我準       | 猪口美緒、中井準                                                     | 須藤智子     | 中井準          |
| 第二話        | 八軒、副ぶちょーを拾う | 下司泰弘   | 下司泰弘     | 小林ゆかり、佐藤友子 桝井一平、古坂美津妃 ますながけいすけ、徳川恵梨 | 須藤智子     | 中井準          |
| 第三話        | 八軒、高く跳ぶ         | 柴山智隆   | 柴山智隆     | 古住千秋、五反孝幸                                                   | -            | 中井準          |
| 第四話        | 南九条、あらわる       | 神戸洋行   | 神戸洋行     | 寺田祐一、徳野悠我 古住千秋                                          | 須藤智子     | 中井準          |
| 第五話        | 八軒、大わらわ         | 藤森雅也   | 根岸宏樹     | 藤森雅也                                                             | -            | 中井準          |
| 第六話        | 御影、奮闘す           | 伊藤智彦   | 西片康人     | 猪口美緒、須藤智子                                                   | -            | 中井準          |
| 第七話        | 駒場、マウンドに立つ   | 大橋誉志光 | 安藤健       | 松岡謙治、岡本達朗 上野卓志、寺田祐一 徳野悠我                       | -            | -               |
| 第八話        | 八軒、咆える           | 江崎慎平   | 青柳宏宜     | 蘇武裕子、牛尾優衣 五反孝幸                                          | -            | 中井準          |
| 第九話        | 最後の牛乳             | 岡佳広     | 町谷俊輔     | 田中織枝、戸谷賢都 古住千秋                                          | -            | 中井準          |
| 第十話        | 夢                     | 柴山智隆   | 柴山智隆     | 寺田祐一、徳野悠我 伊藤公規                                          | -            | 中井準          |
| 第十一話      | 何度でも               | 出合小都美 | 出合小都美   | 猪口美緒、須藤智子 牛尾優衣、古住千秋 田中織江                       | -            | 中井準          |

### 放送局
| 放送地域       | 放送局             | 放送期間                | 放送日時           | 放送系列           | 備考                         |
| 第1期          | 第1期              | 第1期                   | 第1期              | 第1期              | 第1期                        |
| -------------- | ------------------ | ----------------------- | ------------------ | ------------------ | ---------------------------- |
| 関東広域圏     | フジテレビ         | 2013年7月11日 - 9月19日 | 木曜 24:45 - 25:15 | フジテレビ系列     | 製作委員会参加 字幕放送      |
| 静岡県         | テレビ静岡         | 2013年7月11日 - 9月19日 | 木曜 25:40 - 26:10 | フジテレビ系列     | 字幕放送                     |
| 中京広域圏     | 東海テレビ         | 2013年7月11日 - 9月19日 | 木曜 26:10 - 26:40 | フジテレビ系列     | 字幕放送                     |
| 佐賀県         | サガテレビ         | 2013年7月12日 - 9月20日 | 金曜 25:05 - 25:35 | フジテレビ系列     | 字幕放送                     |
| 福岡県         | テレビ西日本       | 2013年7月12日 - 9月20日 | 金曜 26:05 - 26:35 | フジテレビ系列     | 字幕放送                     |
| 山形県         | さくらんぼテレビ   | 2013年7月13日 - 9月21日 | 土曜 25:05 - 25:35 | フジテレビ系列     |                              |
| 秋田県         | 秋田テレビ         | 2013年7月13日 - 9月21日 | 土曜 25:35 - 26:05 | フジテレビ系列     | 字幕放送                     |
| 鹿児島県       | 鹿児島テレビ       | 2013年7月13日 - 9月21日 | 土曜 25:35 - 26:05 | フジテレビ系列     | 字幕放送                     |
| 熊本県         | テレビくまもと     | 2013年7月13日 - 9月21日 | 土曜 26:05 - 26:35 | フジテレビ系列     | 字幕放送                     |
| 北海道         | 北海道文化放送     | 2013年7月14日 - 9月22日 | 日曜 25:00 - 25:30 | フジテレビ系列     | 字幕放送                     |
| 福島県         | 福島テレビ         | 月曜 25:10 - 25:40      | フジテレビ系列     | 字幕放送           |                              |
| 広島県         | テレビ新広島       | 月曜 25:30 - 26:00      | フジテレビ系列     | 字幕放送           |                              |
| 愛媛県         | テレビ愛媛         | 2013年7月16日 - 9月24日 | フジテレビ系列     | 火曜 24:40 - 25:10 |                              |
| 新潟県         | 新潟総合テレビ     | 2013年7月16日 - 9月24日 | フジテレビ系列     | 火曜 25:35 - 26:05 | 字幕放送                     |
| 宮城県         | 仙台放送           | 2013年7月16日 - 9月24日 | フジテレビ系列     | 火曜 25:45 - 26:15 |                              |
| 近畿広域圏     | 関西テレビ         | 2013年7月16日 - 9月24日 | フジテレビ系列     | 火曜 25:58 - 26:28 | 字幕放送                     |
| 岩手県         | 岩手めんこいテレビ | 2013年7月17日 - 9月25日 | フジテレビ系列     | 水曜 25:50 - 26:20 |                              |
| 岡山県・香川県 | 岡山放送           | 2013年8月6日 - 10月15日 | フジテレビ系列     | 火曜 25:45 - 26:15 | 字幕放送                     |
| 島根県・鳥取県 | 山陰中央テレビ     | 2014年1月13日 - 3月24日 | フジテレビ系列     | 月曜 25:10 - 25:40 |                              |
| 日本全域       | フジテレビTWO      | 2014年4月25日 - 6月6日  | 金曜 26:00 - 27:00 | CS放送             | 2話連続放送 リピート放送あり |
| 第2期          |                    |                         |                    |                    |                              |
| 関東広域圏     | フジテレビ         | 2014年1月9日 - 3月27日  | 木曜 24:50 - 25:20 | フジテレビ系列     | 製作委員会参加               |
| 静岡県         | テレビ静岡         | 2014年1月9日 - 3月27日  | 木曜 25:40 - 26:10 | フジテレビ系列     |                              |
| 中京広域圏     | 東海テレビ         | 2014年1月9日 - 3月27日  | 木曜 26:10 - 26:40 | フジテレビ系列     |                              |
| 佐賀県         | サガテレビ         | 2014年1月10日 - 3月28日 | 金曜 25:05 - 25:35 | フジテレビ系列     |                              |
| 福岡県         | テレビ西日本       | 2014年1月10日 - 3月28日 | 金曜 26:05 - 26:35 | フジテレビ系列     |                              |
| 山形県         | さくらんぼテレビ   | 2014年1月11日 - 3月29日 | 土曜 25:05 - 25:35 | フジテレビ系列     |                              |
| 秋田県         | 秋田テレビ         | 2014年1月11日 - 3月29日 | 土曜 25:35 - 26:05 | フジテレビ系列     |                              |
| 鹿児島県       | 鹿児島テレビ       | 2014年1月11日 - 3月29日 | 土曜 25:35 - 26:05 | フジテレビ系列     |                              |
| 熊本県         | テレビくまもと     | 2014年1月11日 - 3月29日 | 土曜 26:05 - 26:35 | フジテレビ系列     |                              |
| 福島県         | 福島テレビ         | 月曜 25:10 - 25:40      | フジテレビ系列     |                    |                              |
| 広島県         | テレビ新広島       | 月曜 25:30 - 26:00      | フジテレビ系列     |                    |                              |
| 愛媛県         | テレビ愛媛         | 2014年1月14日 - 4月1日  | フジテレビ系列     | 火曜 25:10 - 25:40 |                              |
| 宮城県         | 仙台放送           | 2014年1月14日 - 4月1日  | フジテレビ系列     | 火曜 25:45 - 26:15 |                              |
| 新潟県         | 新潟総合テレビ     | 2014年1月14日 - 4月1日  | フジテレビ系列     | 火曜 25:45 - 26:15 |                              |
| 近畿広域圏     | 関西テレビ         | 2014年1月14日 - 4月1日  | フジテレビ系列     | 火曜 25:59 - 26:29 |                              |
| 岩手県         | 岩手めんこいテレビ | 2014年1月15日 - 4月2日  | フジテレビ系列     | 水曜 25:50 - 26:20 |                              |
| 北海道         | 北海道文化放送     | 2014年1月19日 - 3月30日 | フジテレビ系列     | 日曜 25:00 - 25:30 |                              |
| 岡山県・香川県 | 岡山放送           | 2014年1月21日 - 4月8日  | フジテレビ系列     | 火曜 25:45 - 26:15 | 字幕放送                     |
| 島根県・鳥取県 | 山陰中央テレビ     | 2014年3月31日 - 6月9日  | フジテレビ系列     | 月曜 25:10 - 25:40 |                              |

1. ↑  5月2日は放送休止
2. ↑  6月6日は1話のみ

上記の他、韓国のANIPLUSやフジテレビTWOでも放送された。

### Blu-ray / DVD
| 巻 | 発売日         | 収録話          | 規格品番     | 規格品番     | 規格品番  |
| 巻 | 発売日         | 収録話          | BD限定版     | DVD限定版    | DVD通常版 |
| -- | -------------- | --------------- | ------------ | ------------ | --------- |
| 1  | 2013年9月18日  | 第1話           | ANZX-6301/02 | ANZB-6301/02 | ANSB-6301 |
| 2  | 2013年10月23日 | 第2話 - 第3話   | ANZX-6303/04 | ANZB-6303/04 | ANSB-6303 |
| 3  | 2013年11月27日 | 第4話 - 第5話   | ANZX-6305/06 | ANZB-6305/06 | ANSB-6305 |
| 4  | 2013年12月25日 | 第6話 - 第7話   | ANZX-6307/08 | ANZB-6307/08 | ANSB-6307 |
| 5  | 2014年1月22日  | 第8話 - 第9話   | ANZX-6309/10 | ANZB-6309/10 | ANSB-6309 |
| 6  | 2014年3月26日  | 第10話 - 第11話 | ANZX-6311/12 | ANZB-6311/12 | ANSB-6311 |

| 巻  | 発売日        | 収録話 | 規格品番        | 規格品番        | 規格品番  |
| 巻  | 発売日        | 収録話 | BD限定版        | DVD限定版       | DVD通常版 |
| --- | ------------- | ------ | --------------- | --------------- | --------- |
| BOX | 2014年7月23日 | 全11話 | ANZX-6321〜6324 | ANZB-6321〜6324 |           |

### アプリ
ポケット酪農〜大蝦夷農業高校銀匙購買部〜
2013年7月8日にApp StoreとGoogle Playより配信開始されたシミュレーションゲーム。2015年5月29日にサービス終了。
ポケット酪農2〜大蝦夷農業高校銀匙購買部〜
2013年12月19日にApp StoreとGoogle Playより配信開始されたシミュレーションゲーム。2015年5月29日にサービス終了。
嫁コレ
2014年3月4日に配信開始されたスマートフォン用のボイス付きカードコレクションゲーム。八軒勇吾、御影アキ、駒場一郎が配信。
| フジテレビ ノイタミナ 第1部   | フジテレビ ノイタミナ 第1部  | フジテレビ ノイタミナ 第1部                              |
| 前番組                        | 番組名                       | 次番組                                                   |
| ----------------------------- | ---------------------------- | -------------------------------------------------------- |
| 刀語（ノイタミナ版、1時間枠） | 銀の匙 Silver Spoon（第1期） | ガリレイドンナ                                           |
| ガリレイドンナ                | 銀の匙 Silver Spoon（第2期） | ピンポン THE ANIMATION                                   |
| フジテレビ 木曜24:45 - 25:15  |                              |                                                          |
| 刀語（24:45 - 25:45）         | 銀の匙 Silver Spoon（第1期） | ミカパン（24:35 - 24:50）ガリレイドンナ（24:50 - 25:20） |

## 映画
2013年8月に実写映画化が発表され、2014年3月7日公開された。キャッチコピーは「最強に理不尽な青春!!」。
全国285スクリーンで公開され、2014年3月10日付の全国映画動員ランキング（興行通信社調べ）では初登場4位となり、初日2日間の成績は動員9万8,956人、興収1億2,111万7,900円を記録した。観客の男女比は27対73で、「キャストが好き」であることを鑑賞動機として挙げた観客の比率は53パーセントだった。公開4週目時点では累計動員52万1,282人、累計興収6億968万5,850円で9位となっている。

### スタッフ（映画）
- 原作 - 荒川弘『銀の匙 Silver Spoon』（小学館「週刊少年サンデー」連載）
- 監督 - 吉田恵輔
- 脚本 - 吉田恵輔、高田亮
- 音楽 - 羽毛田丈史
- 主題歌 - ゆず「ひだまり」
- 企画・プロデュース - 平野隆
- エグゼクティブプロデューサー - 田代秀樹
- プロデューサー - 幾野明子、武田哲孝、星野秀樹
- ラインプロデューサー - 新野安行
- キャスティングディレクター - 杉野剛
- 撮影 - 志田貴之
- 照明 - 中村裕樹
- 録音 - 小川武
- 美術 - 三ツ松けいこ
- スクリプター - 増子さおり
- 助監督 - 佃謙介
- 制作担当 - 早川徹
- 製作 - 映画「銀の匙 Silver Spoon」製作委員会（TBSテレビ、小学館、東宝、電通、WOWOW、中部日本放送、ポニーキャニオン、TBSラジオ&コミュニケーションズ、毎日放送、北海道放送、RKB毎日放送、GYAO、JTBコーポレートセールス）
- 製作プロダクション - ウィルコ
- 配給 - 東宝
- 助成 - 文化芸術振興費補助金

### Blu-ray / DVD（映画）
2014年10月15日発売。発売元はTBSテレビ / 小学館、販売元はポニーキャニオン。
- 銀の匙 Silver Spoon 並盛版（1枚組）
  - 特典
    - コメンタリー（中島健人×広瀬アリス×脚本・監督：吉田恵輔 / Blu-ray版はビジュアルコメンタリー（ピクチャー・イン・ピクチャー仕様）、DVD版はオーディオコメンタリーで収録）
- 銀の匙 Silver Spoon 特盛版（2枚組）
  - ディスク1：本編ディスク（並盛版と共通）
  - ディスク2：特典ディスク（Blu-ray版はBlu-ray、DVD版はDVDで収録）
    - 汗と涙の青春日記〜メイキング・オブ「銀の匙 Silver Spoon」
    - 未公開コメント集!「今日の健人 2013年・夏」
    - プレミアムイベント集
    - 公開直前特番「モ〜っと知りたい! 映画『銀の匙 Silver Spoon』舞台裏10大ニュース!!」
    - 特報・劇場予告編・TVスポット集

  - 封入特典
    - ブックレット（20P）

  - 初回限定特典
    - ミニクリアファイル
    - オリジナルブックマーカー

  - 特製アウターケース付きデジパック仕様

### テレビ放送
| 回数 | テレビ局 | 番組名（放送枠名） | 放送日        | 放送時間      | 放送分数 | 視聴率 |
| ---- | -------- | ------------------ | ------------- | ------------- | -------- | ------ |
| 1    | TBS      |                    | 2016年2月17日 | 26:08 - 28:00 | 112分    | 0.9%   |

- 視聴率はビデオリサーチ調べ、関東地区・世帯・リアルタイム。